# Nationalpark Serra da Capivara
Die Serra da Capivara („Wasserschweinberge“) ist ein Nationalpark im Südosten des brasilianischen Bundesstaates Piauí. Er liegt an den Hängen der Serra do Congo, wo sie zur Ebene Chapada da Capivara abfallen, und umfasst 129.140 ha. Er wurde 1979 eingerichtet, um die Felszeichnungen zu schützen, die dort in großer Zahl zu finden sind. Der Park wurde 1991 von der UNESCO zum Weltkulturerbe erklärt. Die leitende Archäologin war Niède Guidon.

## Fundstellen

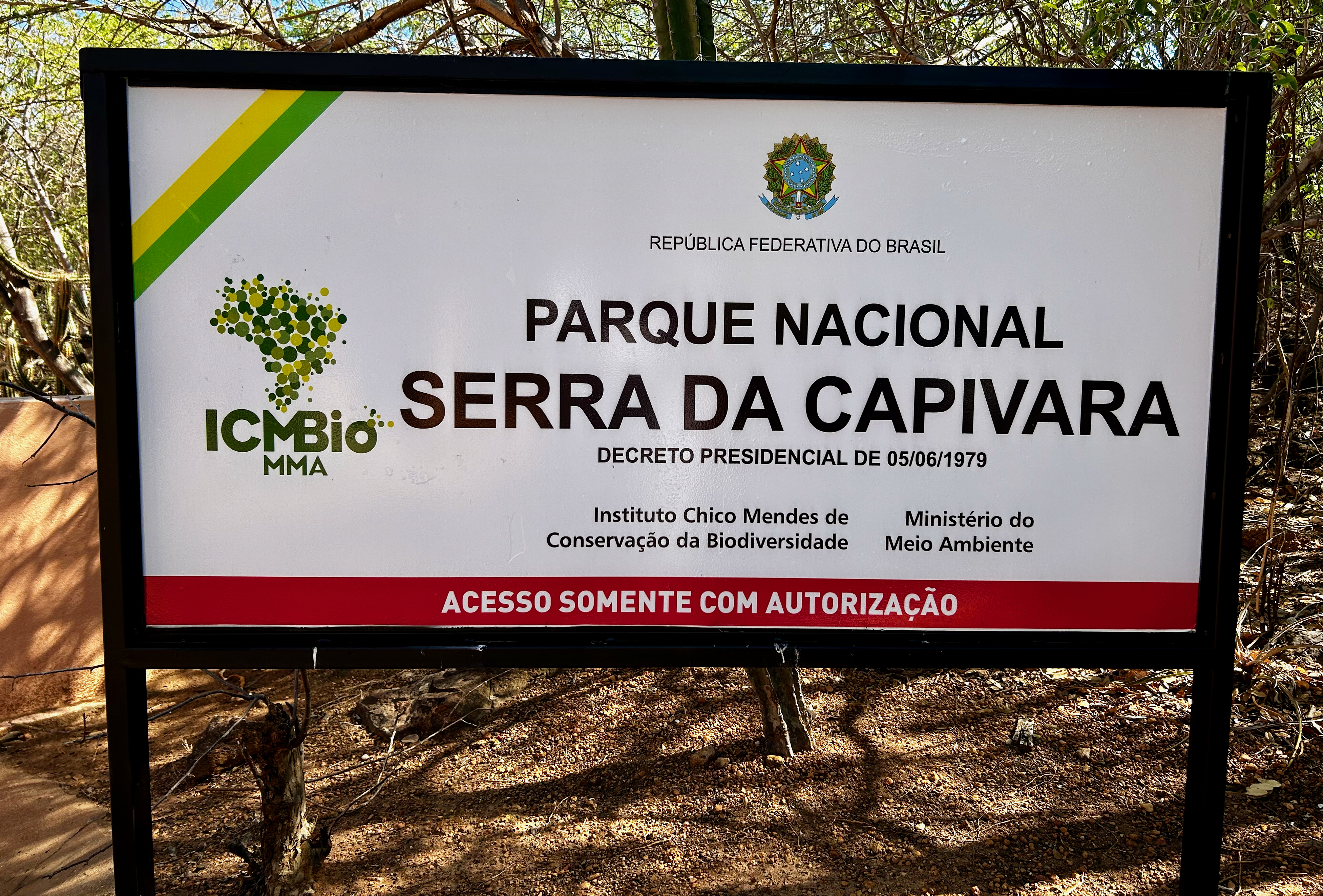
Offizielle Tafel bei einem Eingang

Von den vielen hundert bisher bekannten Fundstellen sind rund zweihundert erschlossen und zugänglich. Ein individueller Besuch des weitläufigen Parks ist nicht erlaubt, der Zugang ist nur mit einer Führung möglich. Einfahrt und Ausfahrt werden an Stationen protokolliert, um sicherzustellen, dass alle Fahrzeuge am Abend den Park wieder verlassen haben. Die einzelnen Fundstellen sind mit gut zu befahrenden Lehmstraßen miteinander verbunden. Die Verkehrszeichen an den Straßen sind abgebildeten prähistorischen Zeichnungen nachempfunden.

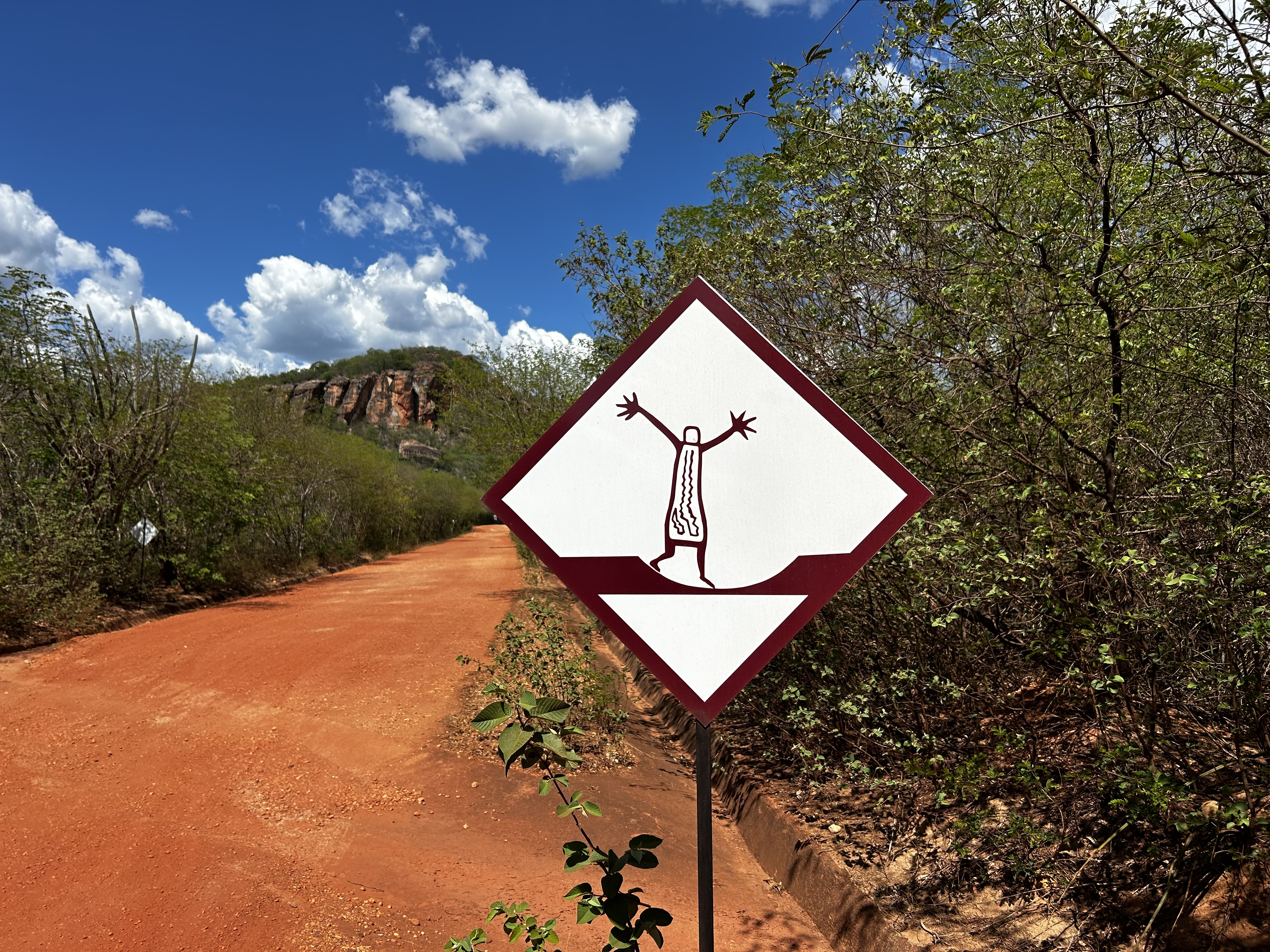
Warnung vor einem Graben

Alle der tocas genannten Höhlen tragen einen eigenen Namen, der sich meistens von einer Besonderheit der Umgebung ableitet. Ihre Namen stehen auf gelben Tafeln, auf denen auch das Jahr der Entdeckung aufgeführt ist. Allerdings sind es nicht eigentliche Höhlen wie zum Beispiel Altamira oder Lascaux, die Fundstellen liegen vielmehr an zurückspringenden Halbhöhlen am Fuß von hohen überhängenden Felswänden. Dadurch sind sie vor Erosion weitgehend geschützt.
Der Zugang von der Straße erfolgt über schmale Fußwege, manchmal ebenerdig, manchmal ansteigend. An den Fundstellen sind in ein paar Metern Entfernung von den Felsen Stege mit Geländern angebracht. An vielen Fundstellen informieren Tafeln über Besonderheiten.

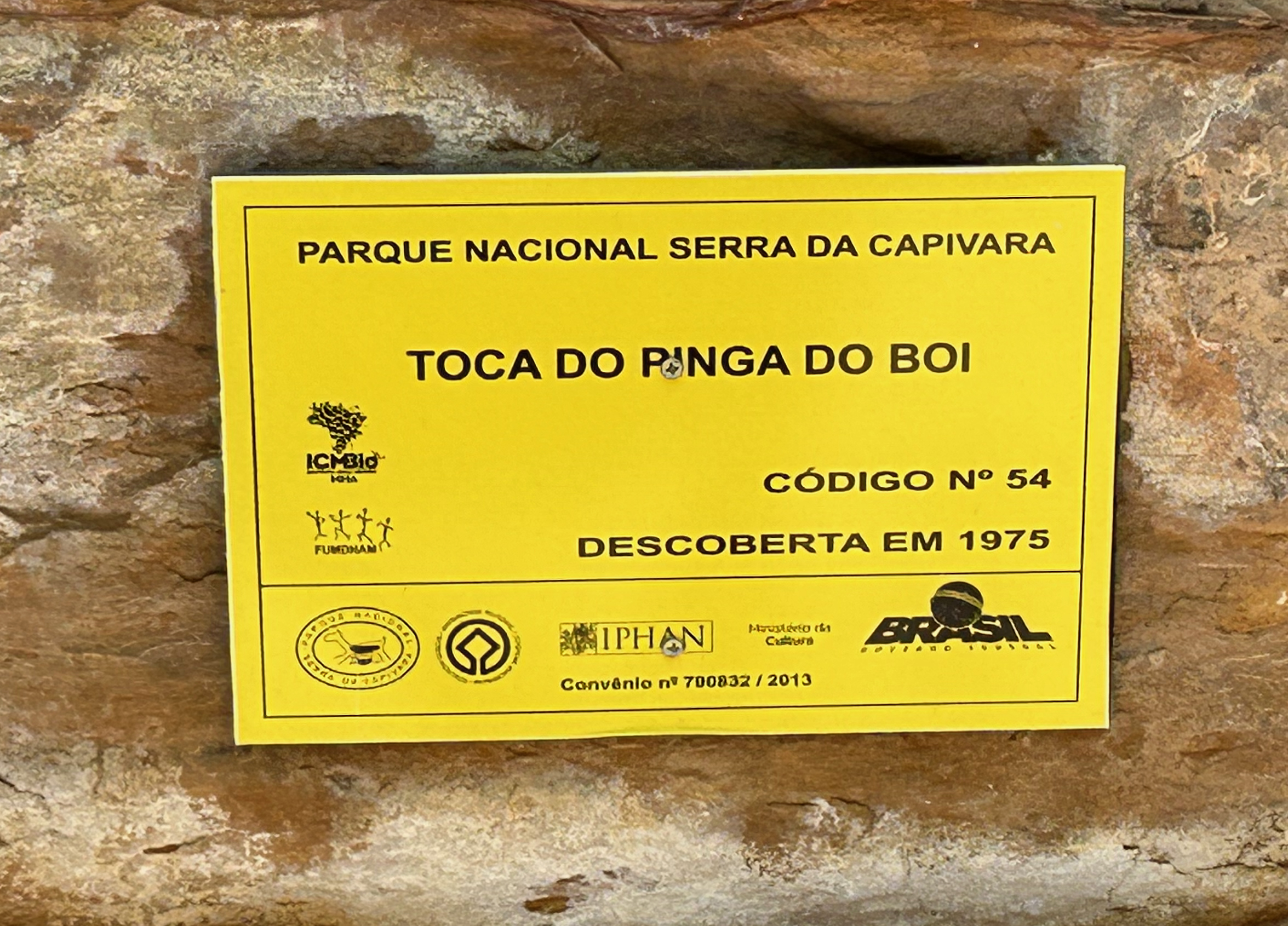
Tafel mit Angaben zur Fundstelle
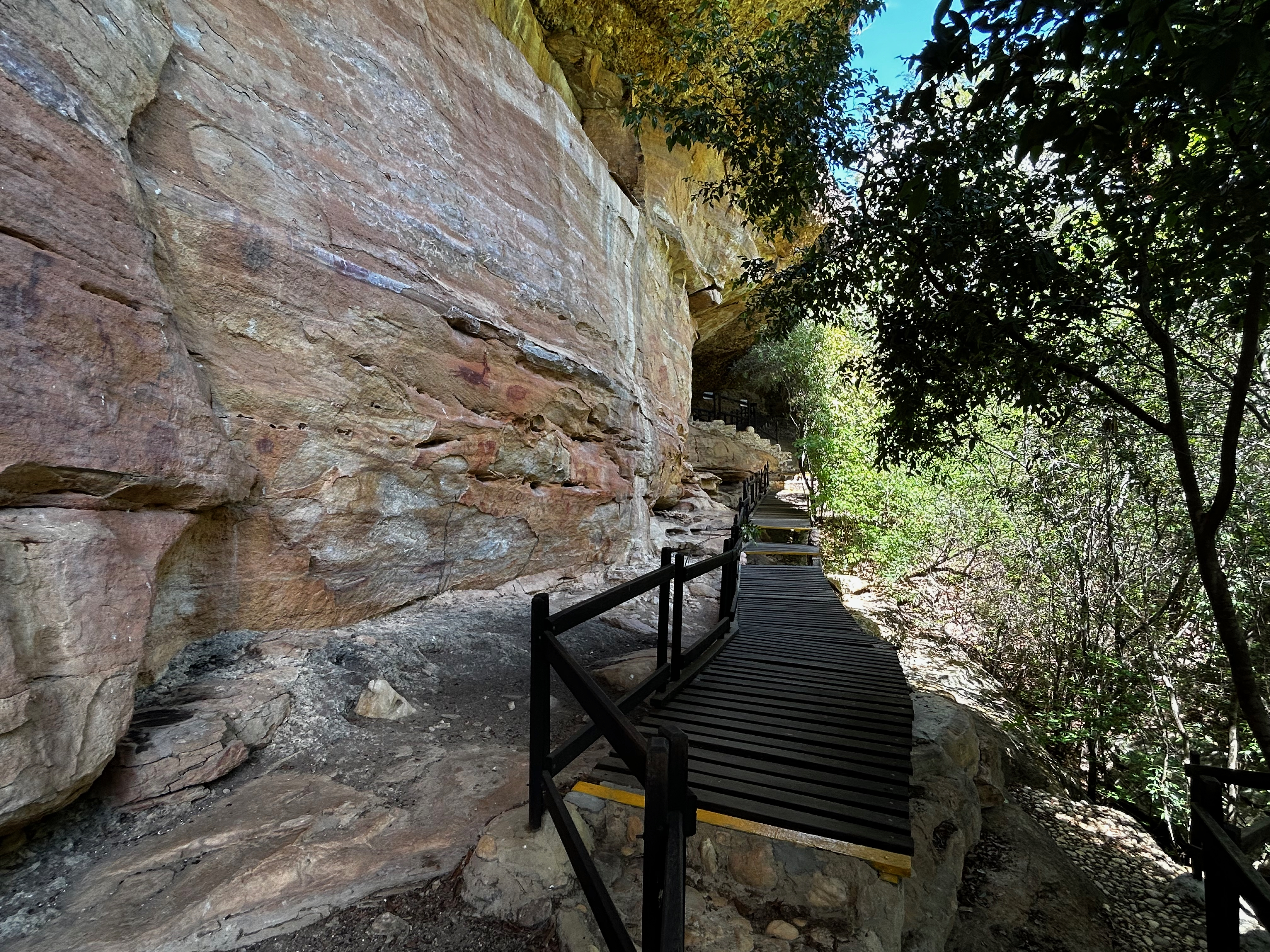
Toca del Paraguaio
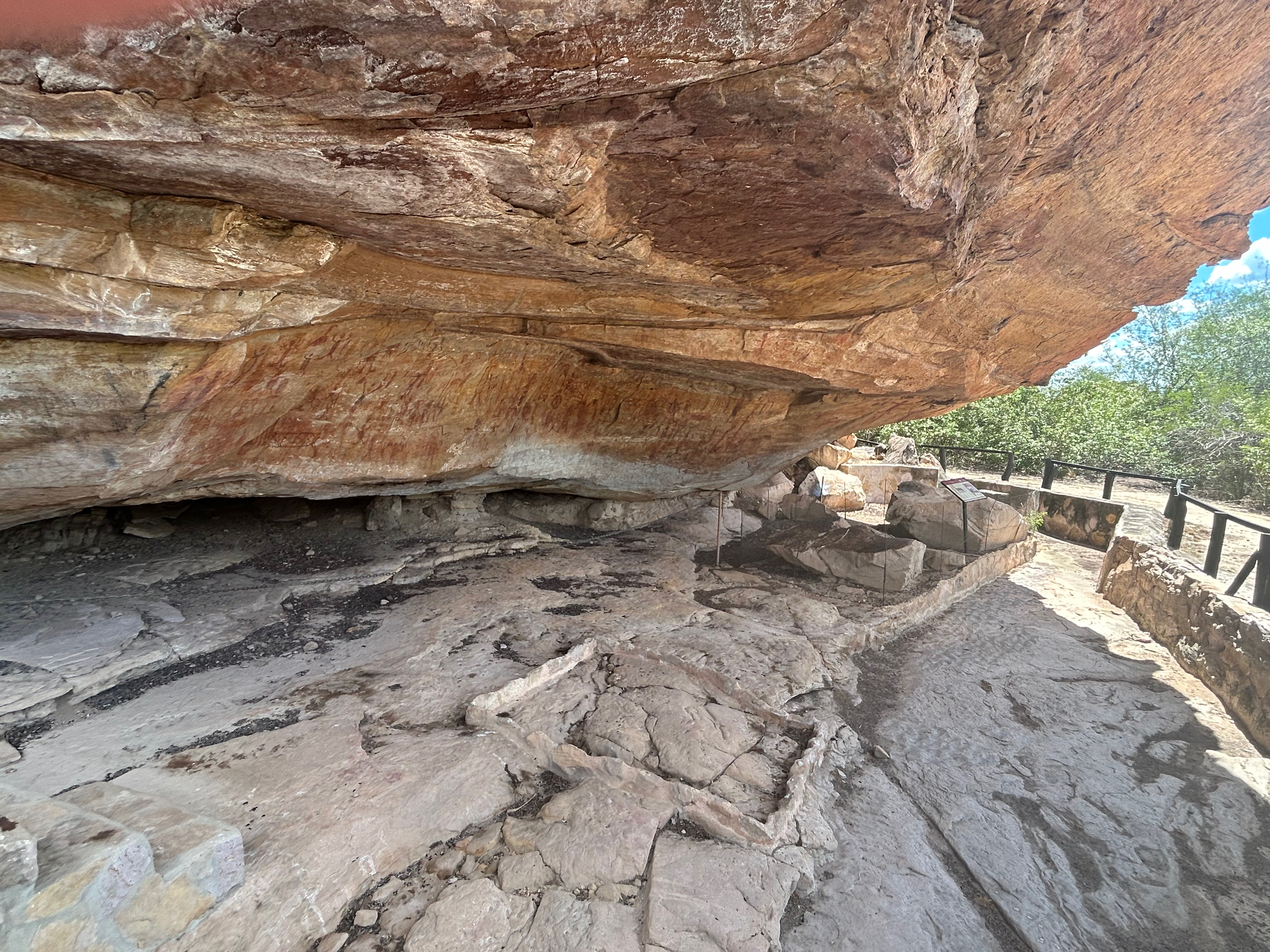
Toca do Baixao do Perna I
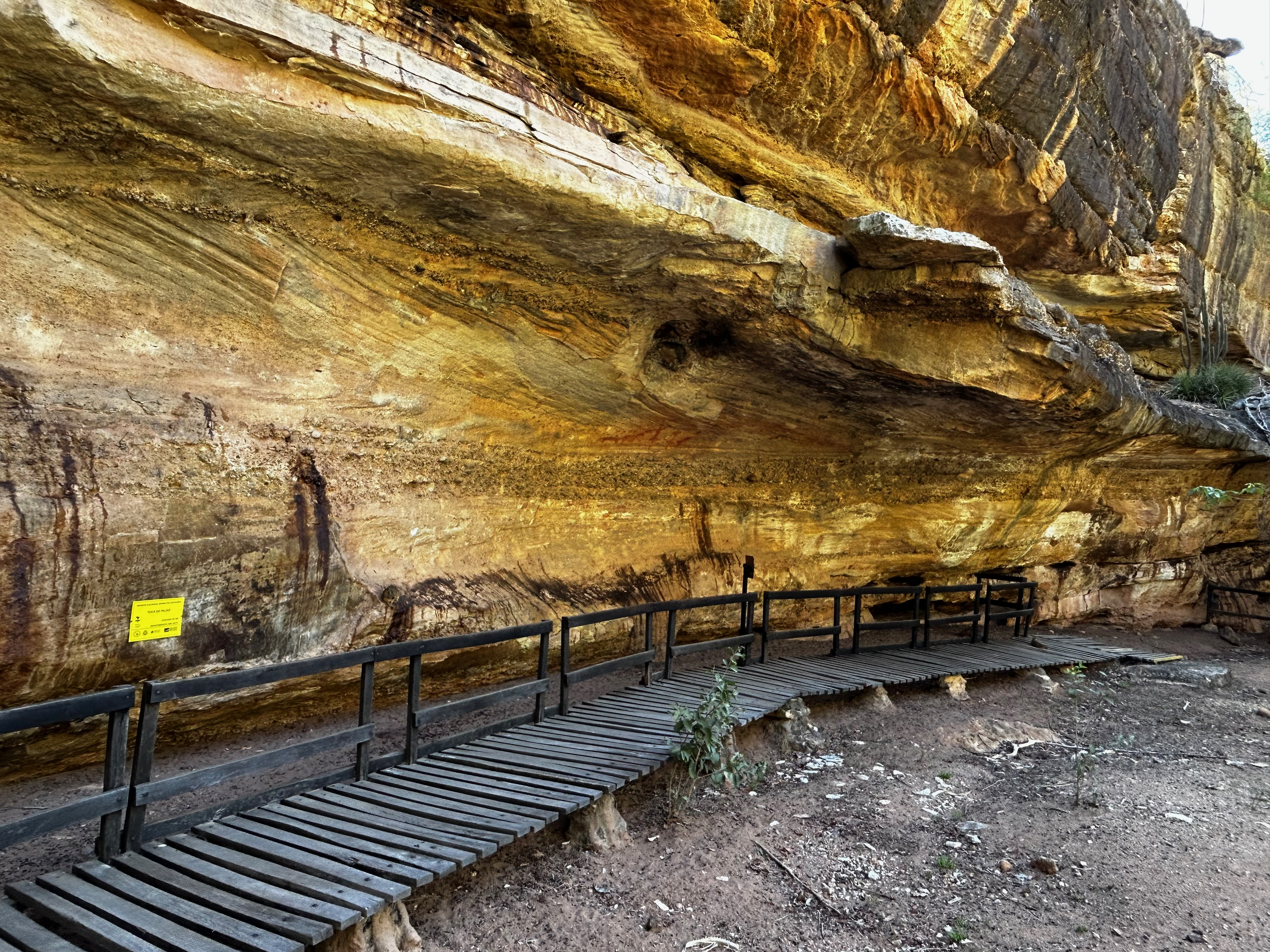
Toca do Pajau
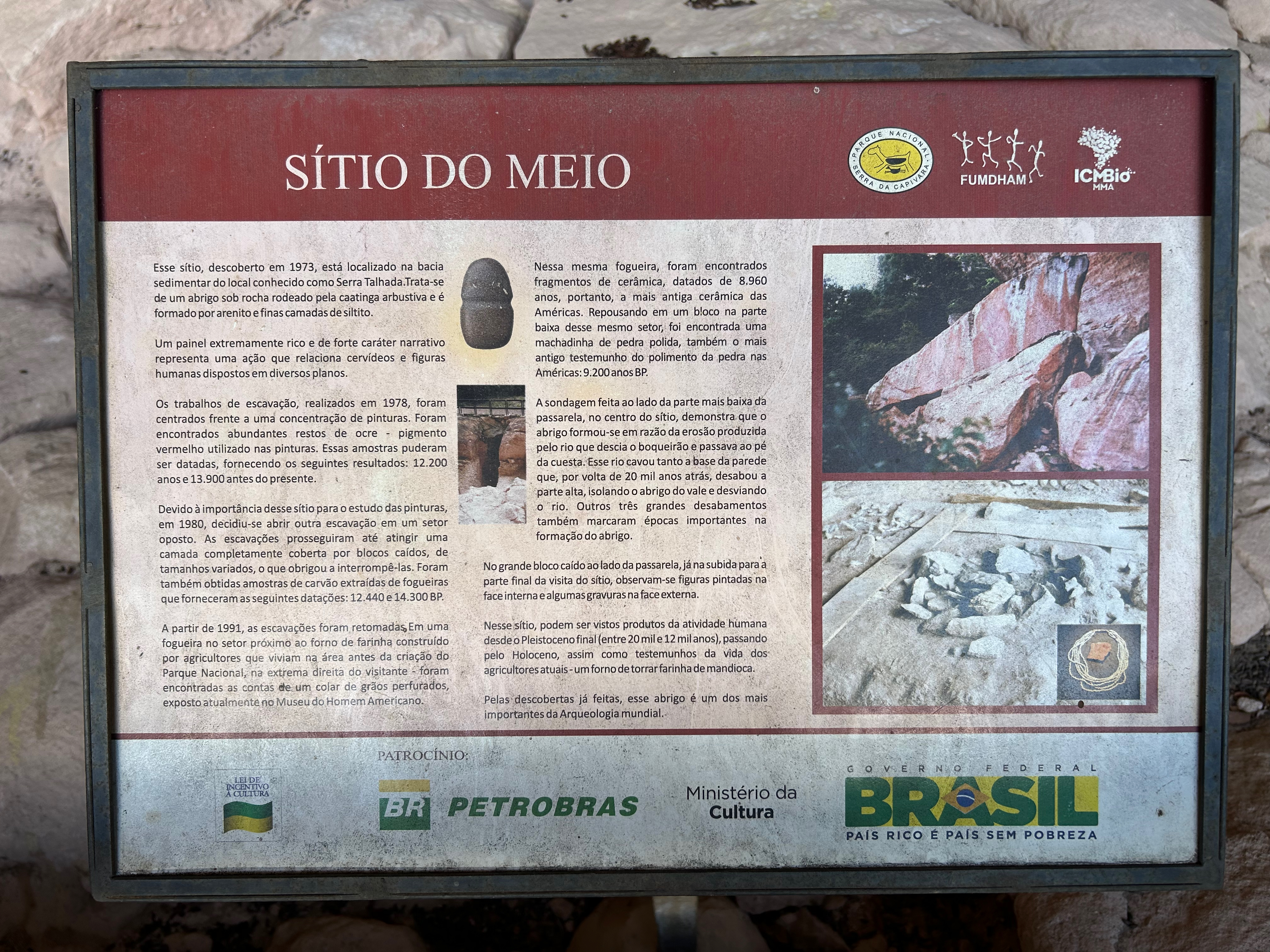
Infotafel

### Zeichnungen
Die Zeichnungen sind von unterschiedlicher Qualität und stammen aus verschiedenen Zeiten. Oft wurden ältere Bilder übermalt, so dass sich viele Darstellungen überlagern. Die große Mehrheit der Darstellungen ist ziegelfarben, einige wenige sind weiß oder schwarz. Die rote Farbe besteht zum großen Teil aus Eisenoxidpigmenten und wurde mit einer Flüssigkeit vermischt. Da von diesem Bindemittel keine organischen Spuren mehr vorhanden sind, können die Zeichnungen zeitlich nicht eingeordnet werden.
Häufig abgebildet sind Szenen aus dem Alltag der Menschen. Jäger gehen auf die Jagd, Menschen tanzen um einen Baum oder sind um ein Feuer versammelt, zahlreich sind Tiere zu erkennen, einige ziehen in langen Reihen über die Felswände. Hin und wieder lässt sich eine Tätigkeit genau erkennen, wie zum Beispiel eine Figur, die einer Kuh bei der Geburt ihres Kalbes hilft, oder jemand nähert sich einem Bienenschwarm. Sehr selten sind Handabdrücke.
Daneben gibt es zahlreiche Symbole, Muster und Ornamente. Manchmal weisen lange Reihen von Strichen darauf hin, dass wohl etwas gezählt wurde. Die meisten Zeichnungen sind etwa zwischen zehn und zwanzig Zentimeter hoch. Die kleinste Zeichnung ist nur ca. zwei Zentimeter groß, einige wenige erreichen eine Größe von etwa einem Meter. Die bekannteste Zeichnung des Parks ist wohl ein Kuss zwischen zwei Personen, vielleicht der älteste dokumentierte Kuss der Menschheitsgeschichte? Auch das Logo des Parks stammt von einer Felswand, es zeigt ein rennendes (schwangeres?) Tier mit seinem Jungen, das nebenher rennt.

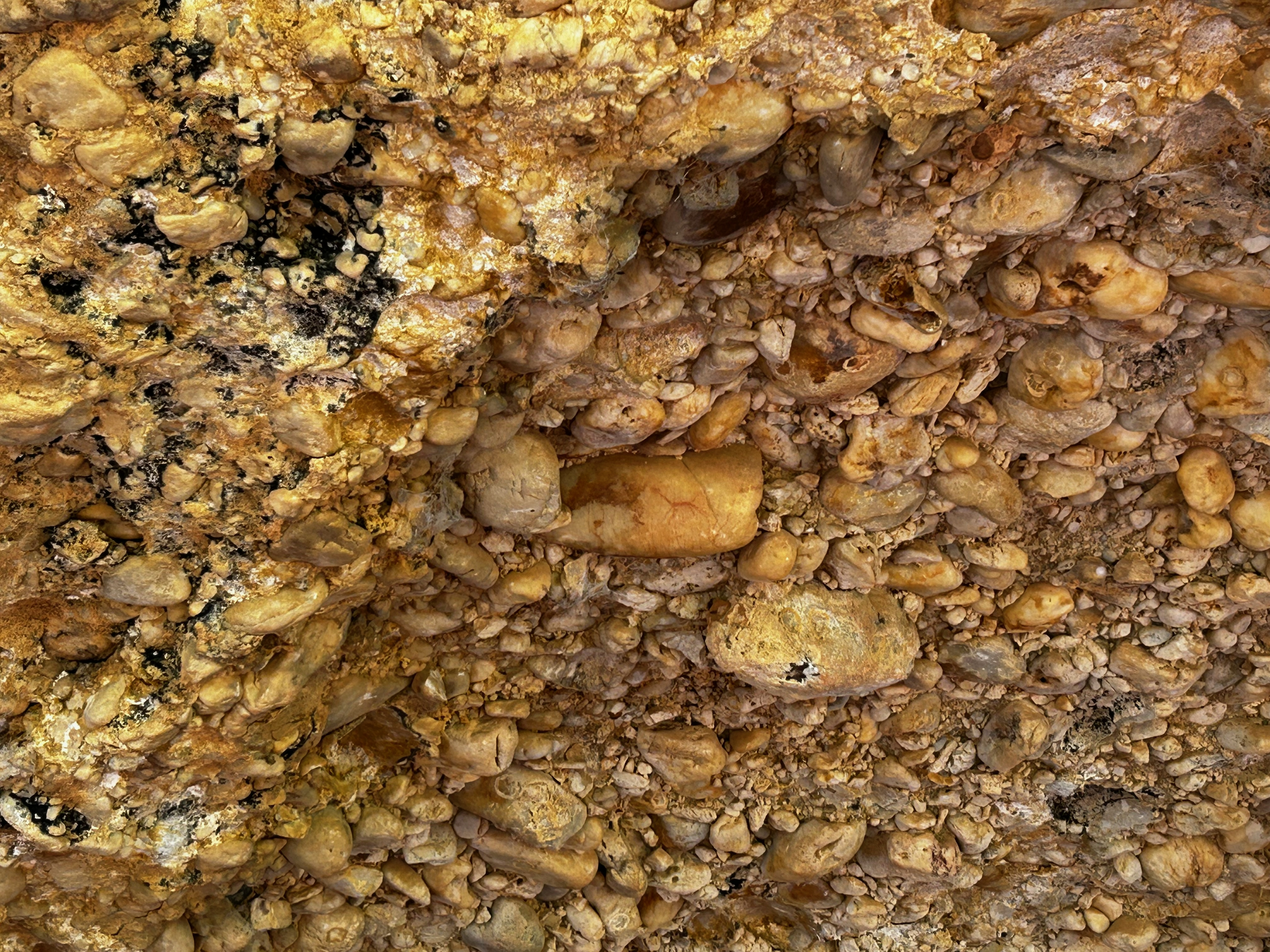
In der Mitte die kleinste Zeichnung
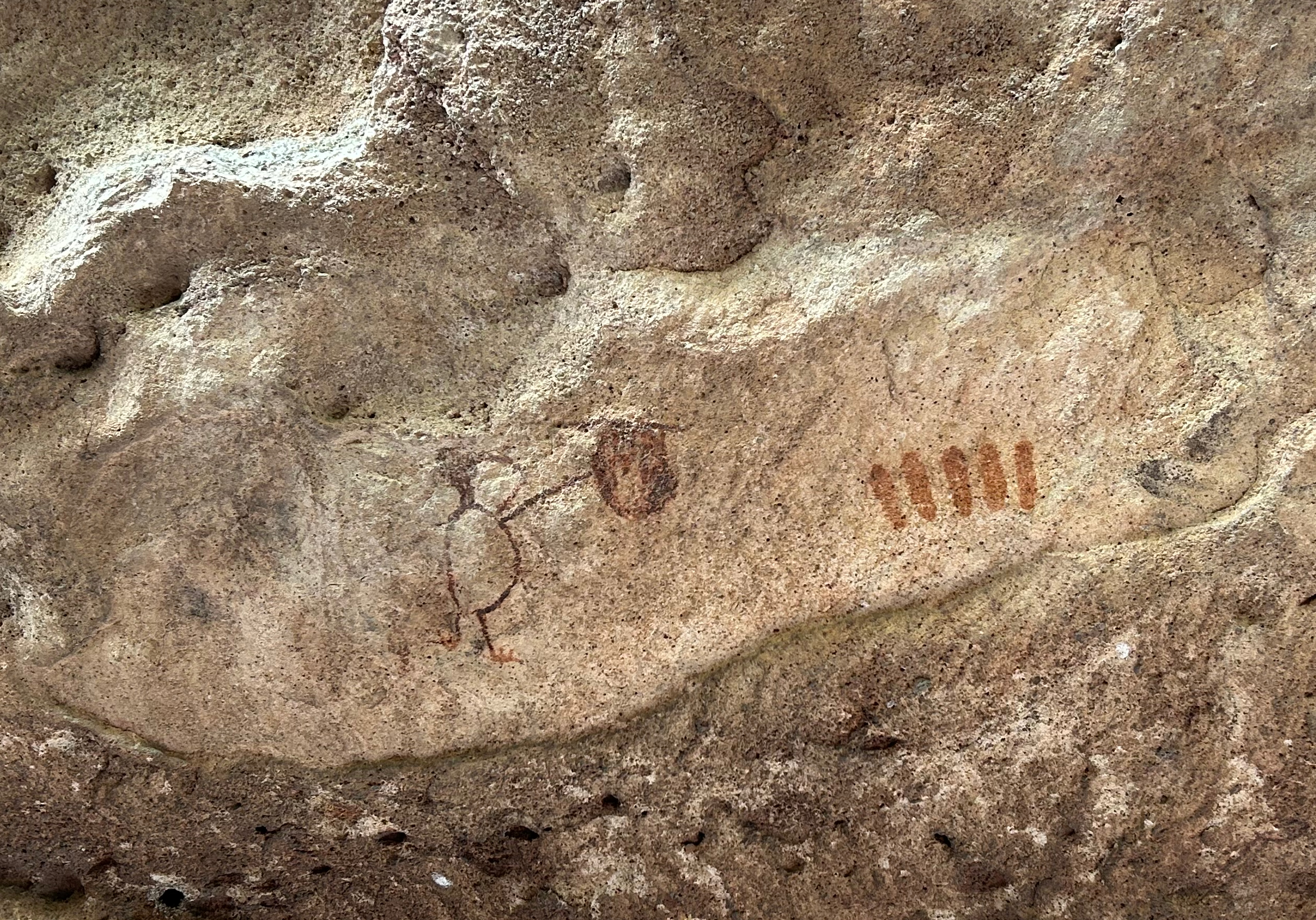
Griff nach der Bienenwabe
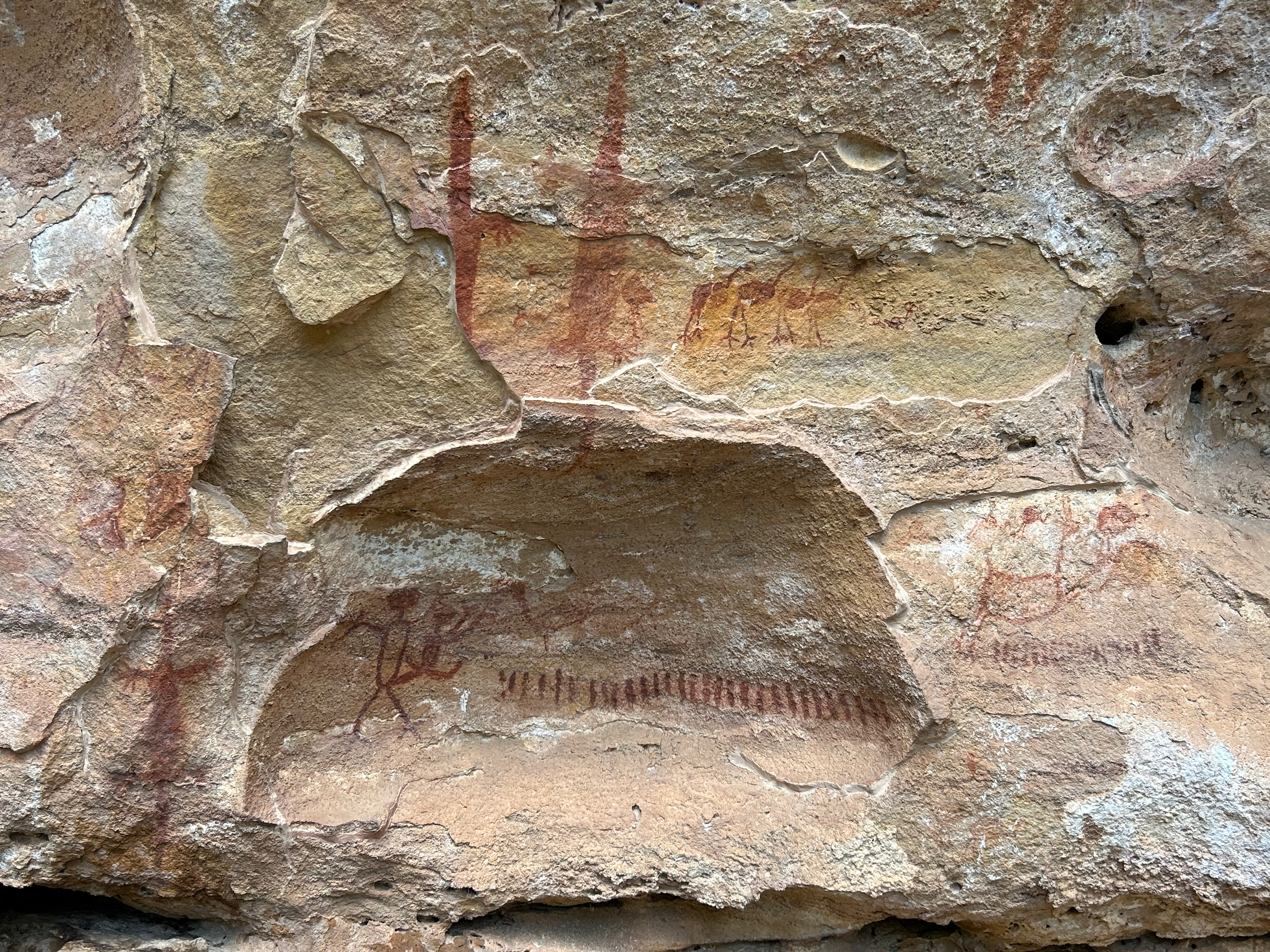
Zählung
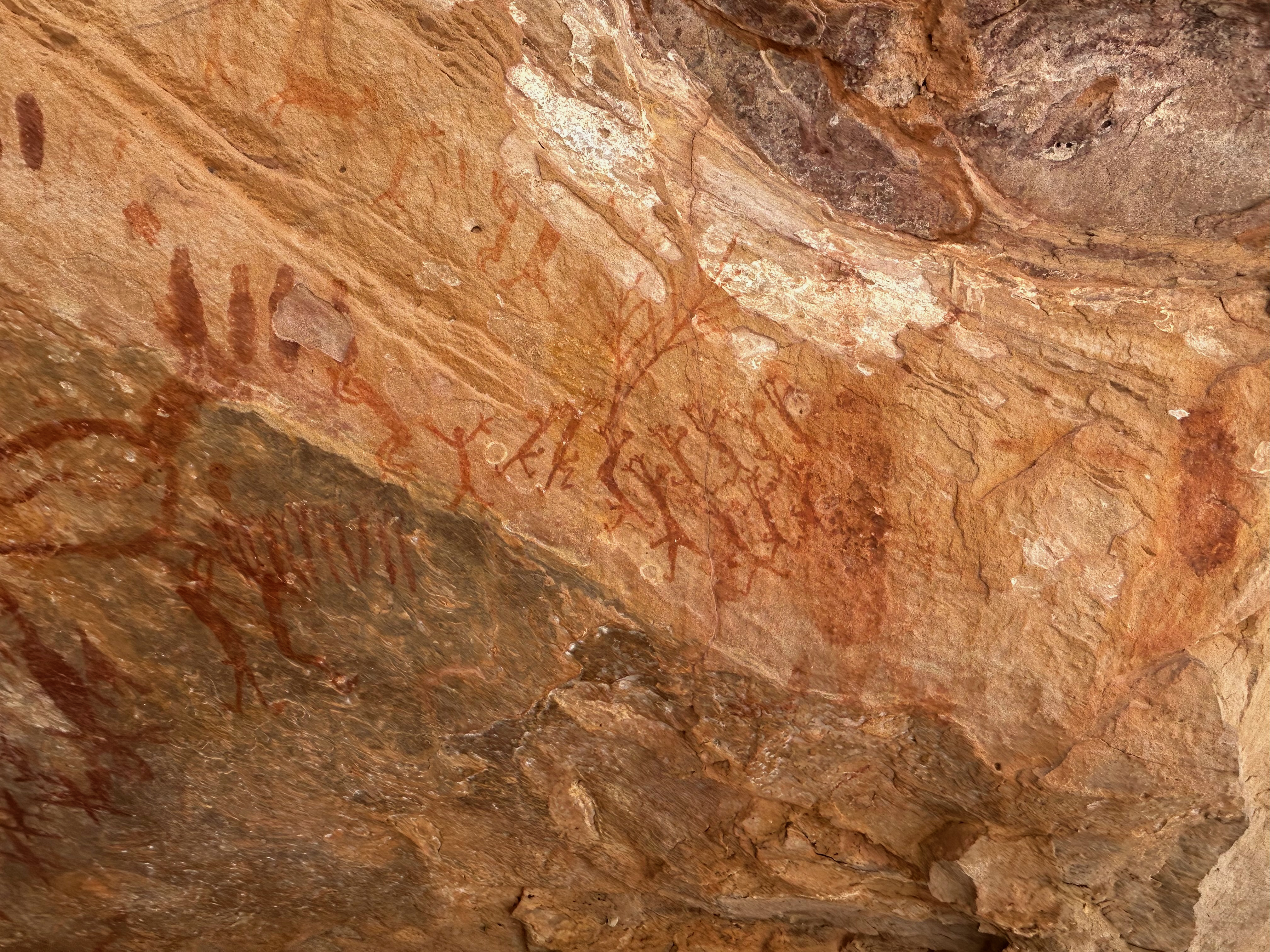
Tanz um einen Baum
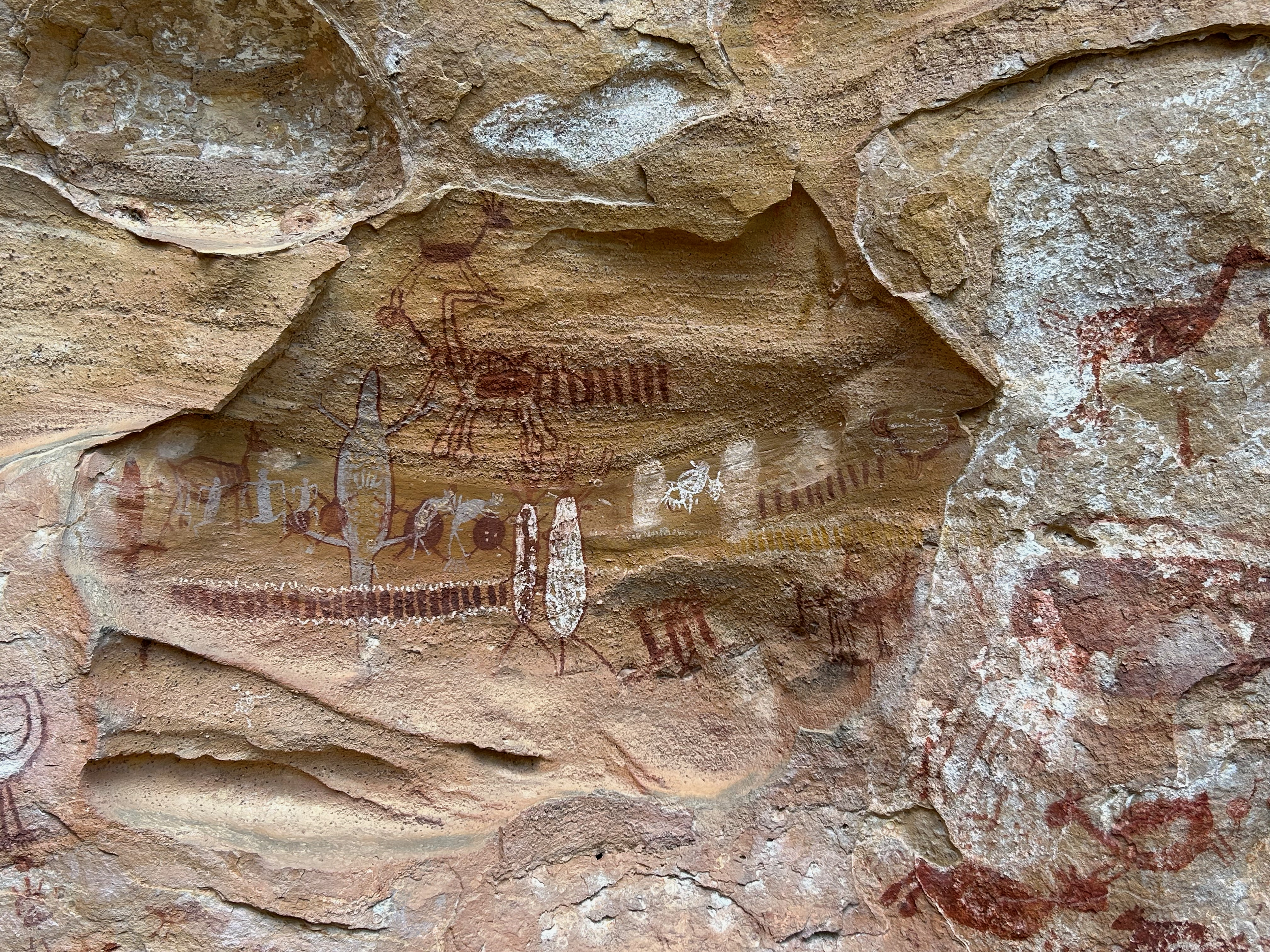
Weiße und rote Zeichnungen
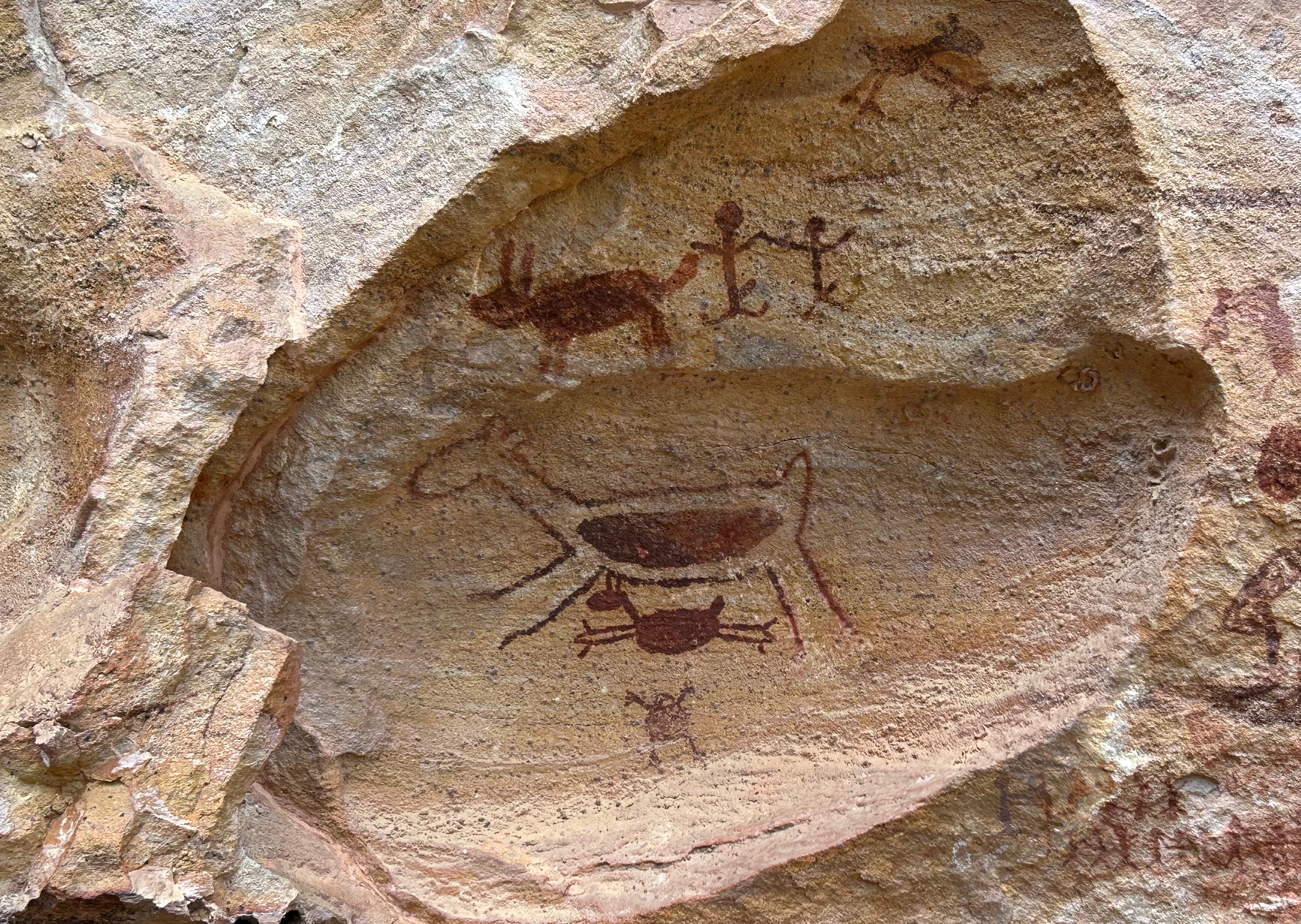
Die Vorlage für das Logo des Parks
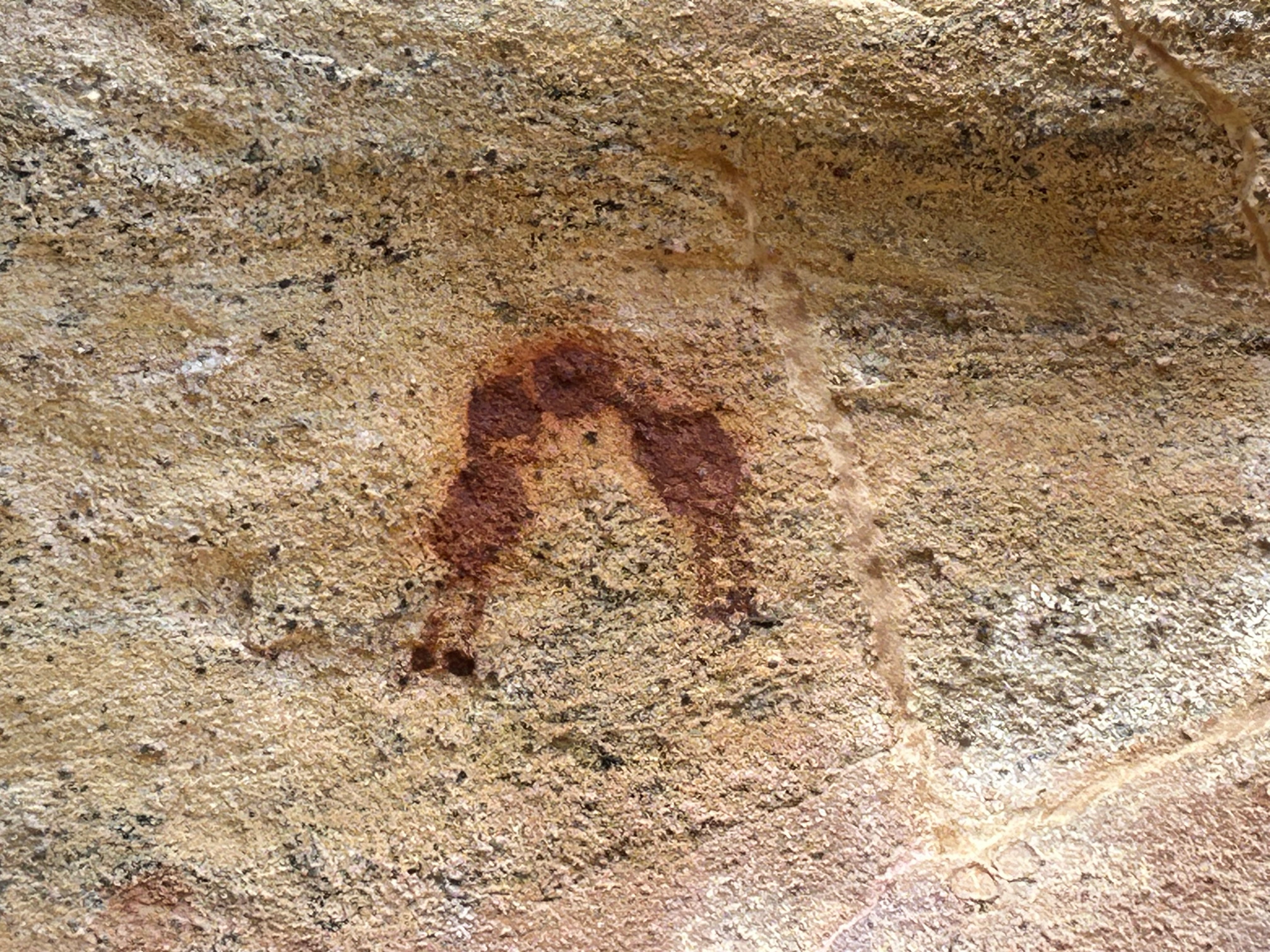
Der Kuss
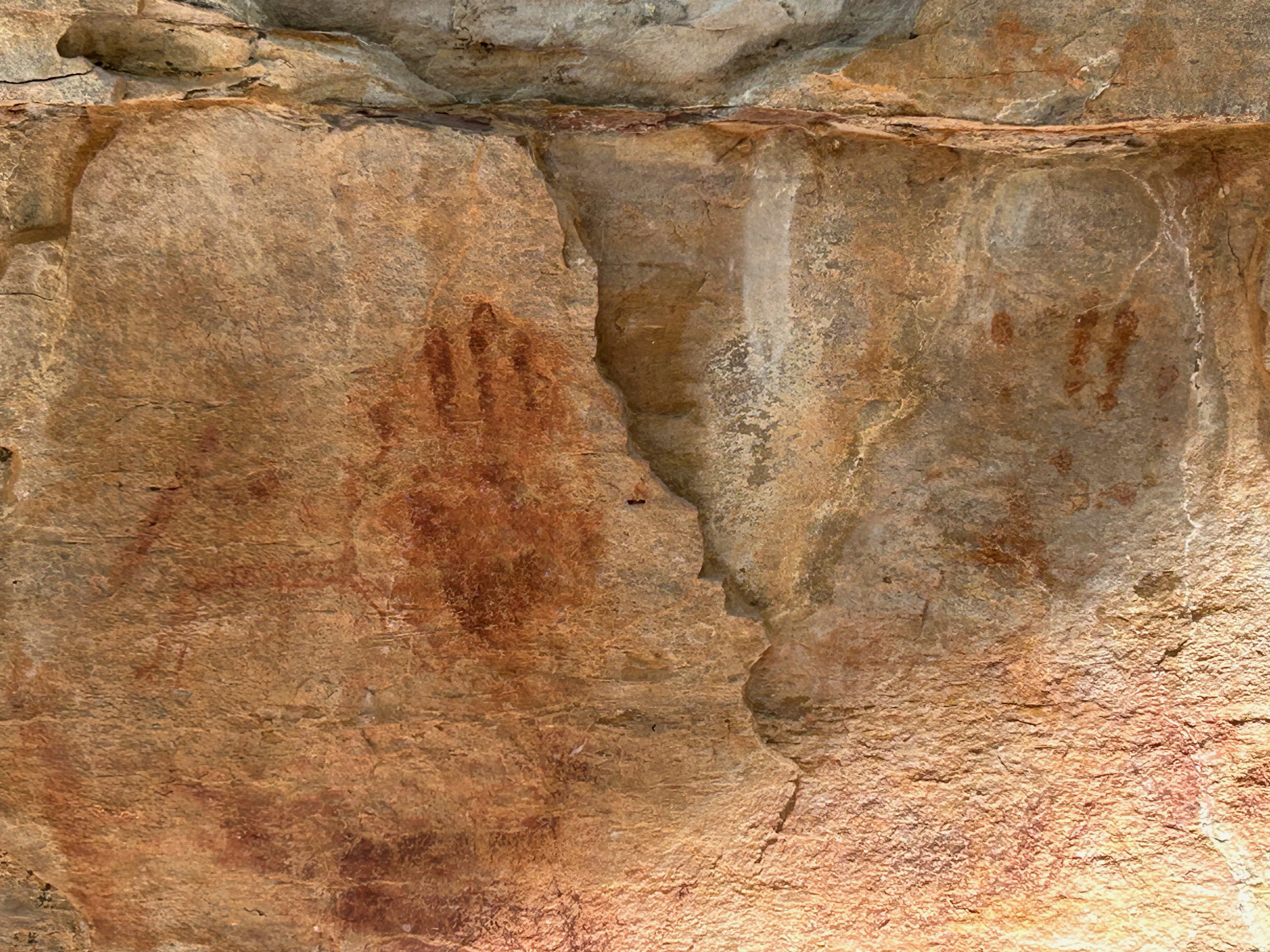
Handabdrücke

Die größte Gefahr, die den Zeichnungen droht, geht von den zahlreichen Bergmeerschweinchen aus, den Mocós, die in den Felswänden ihre Höhlen eingerichtet haben und deren Exkremente die Zeichnungen bedrohen. Da die Mocós im Park kaum natürliche Feinde haben, können sie sich ungestört vermehren. Auch abblätternde bemalte Felsplatten und Nester von Insekten bedrohen die Malereien. An einigen Fundstellen wurde der Sand direkt vor der Felswand entfernt und durch Steine ersetzt, um so zu verhindern, dass durch Wind aufgewirbelter Sand die Bilder abschleift. Oberhalb einiger Plätze wurden schmale Bleche in den Fels eingelassen, um zu verhindern, dass Wasser eindringt.

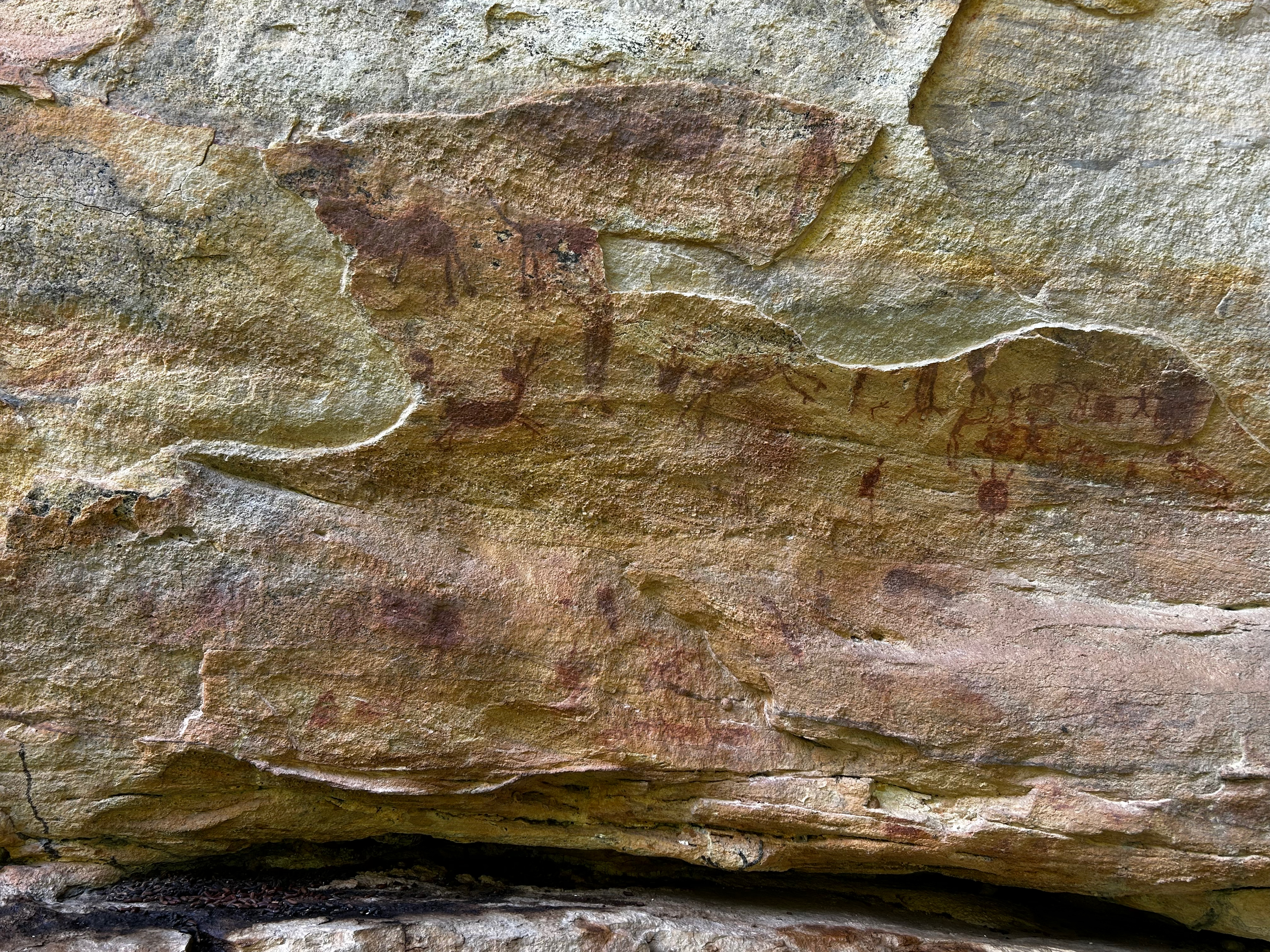
Abblätternde Platten
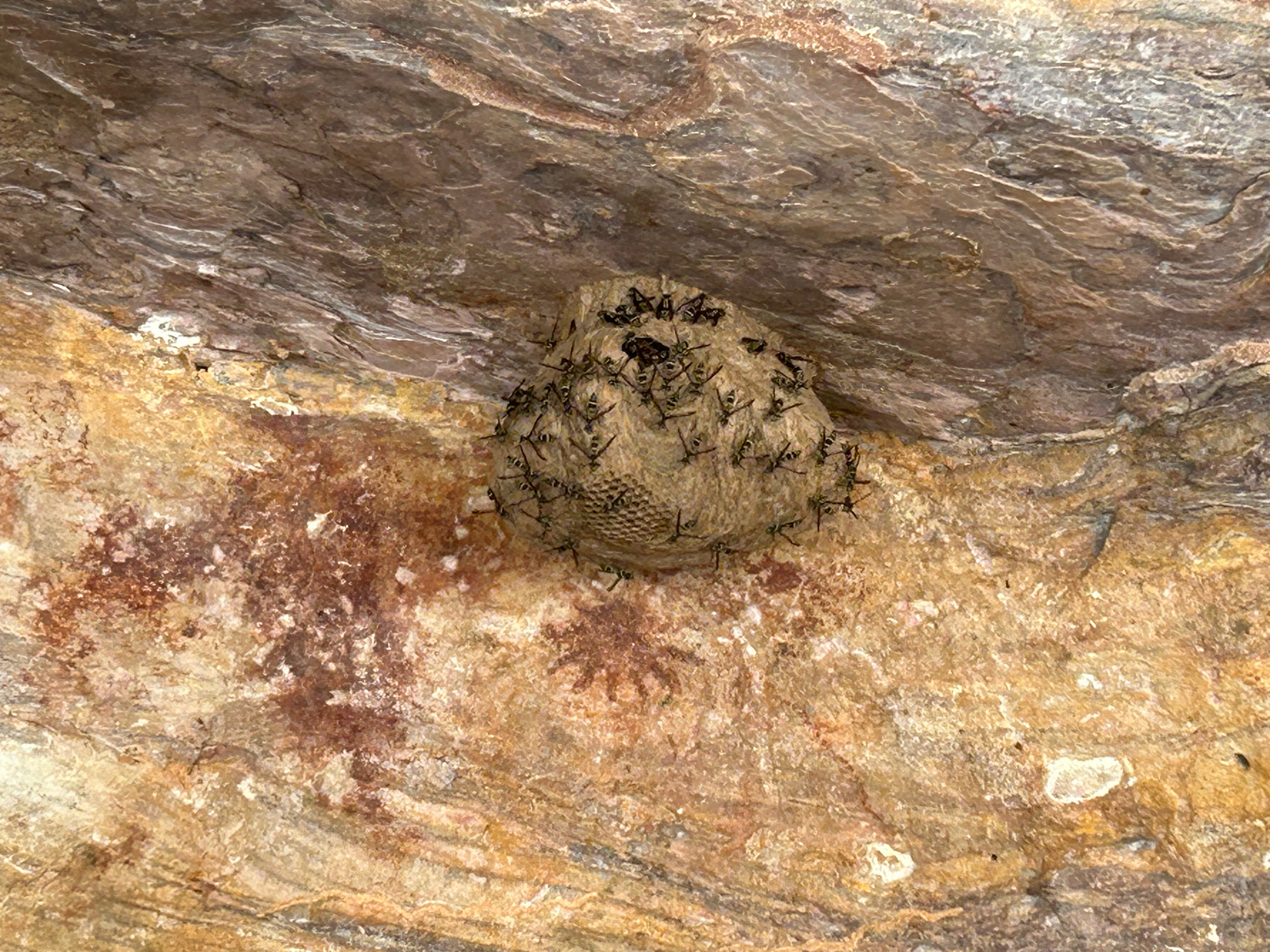
Wespennest
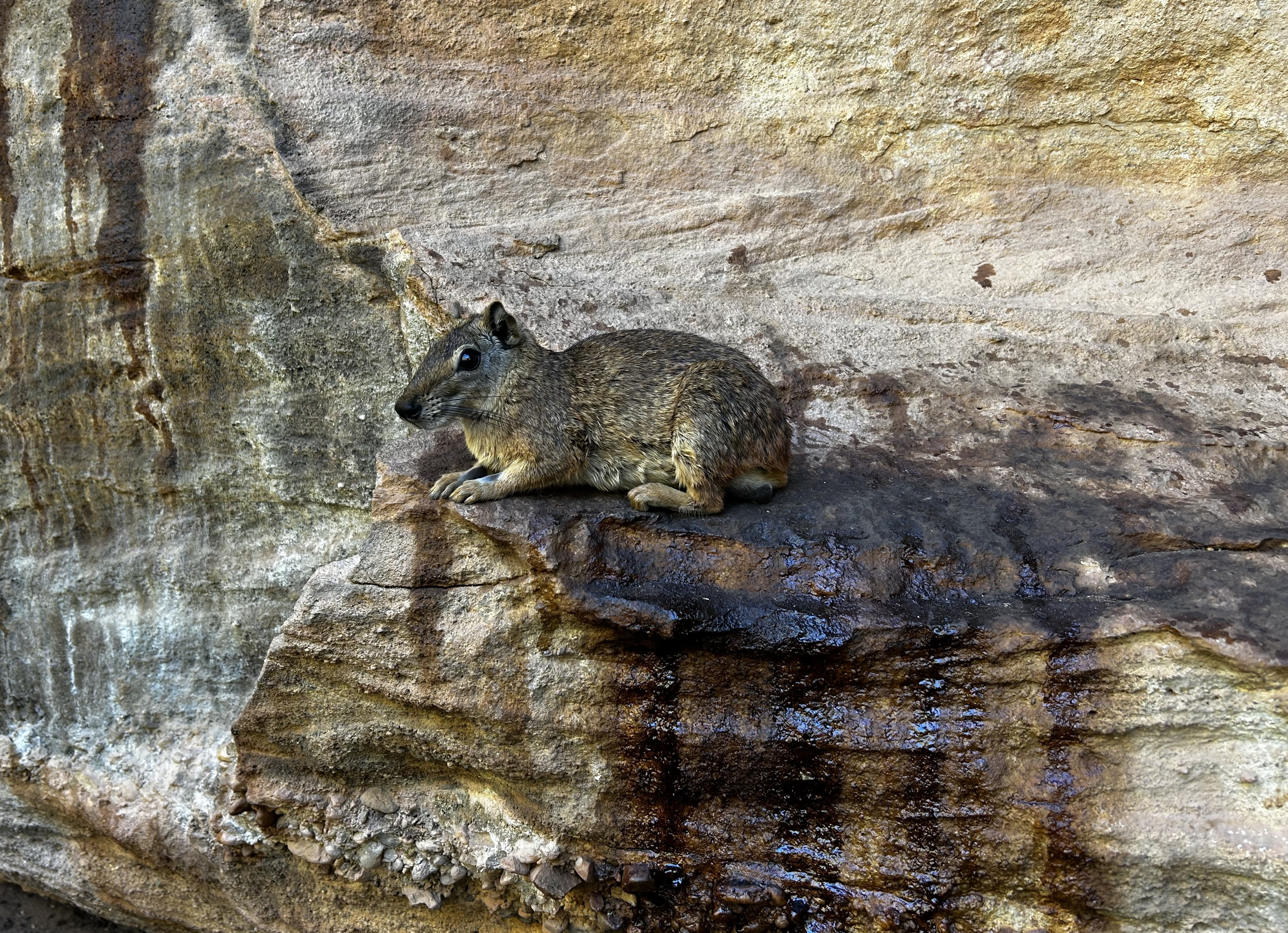
Mocó (Bergmeerschweinchen)
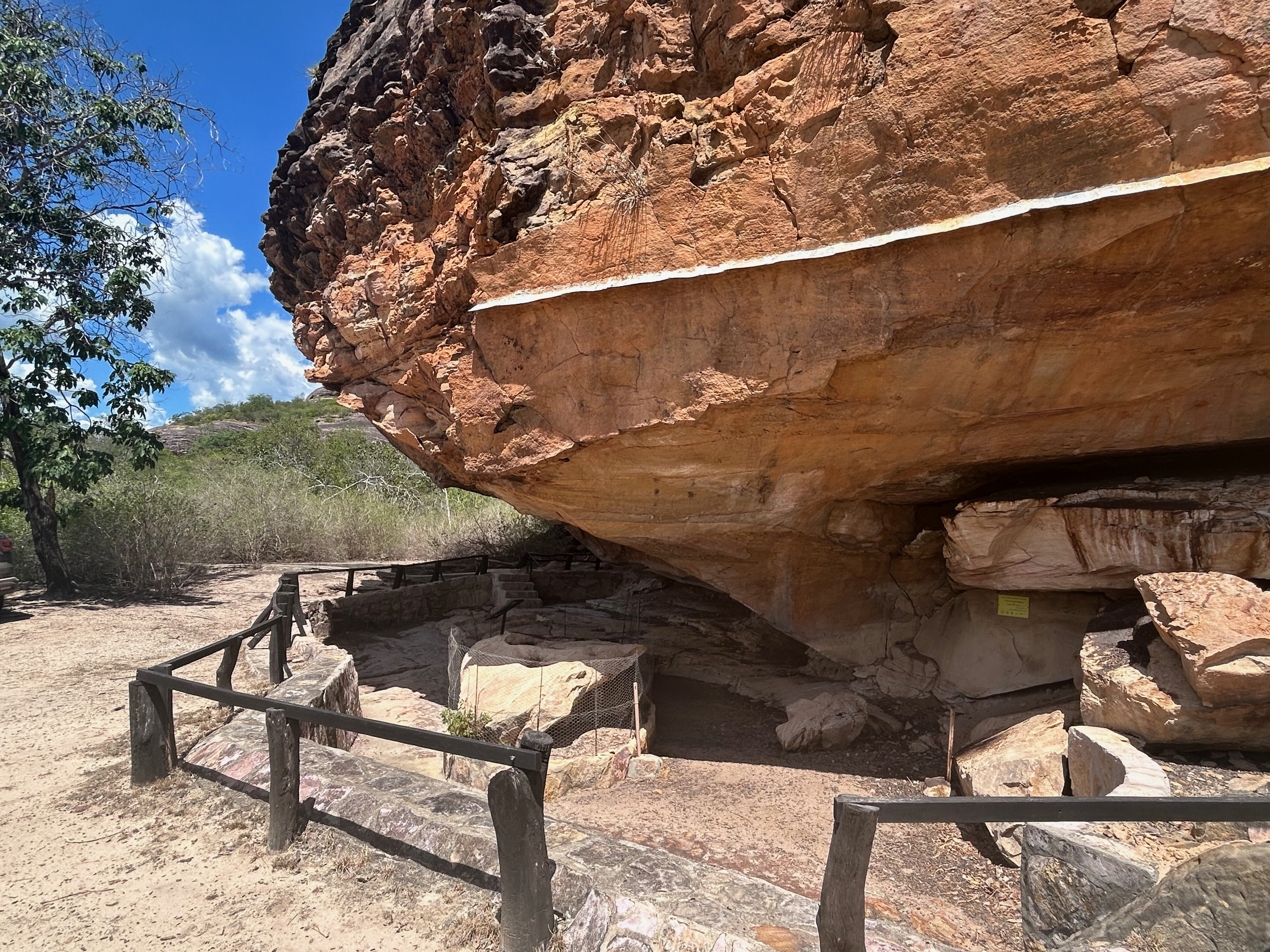
Schützendes Blechband oberhalb der Höhle

## Wohnplätze der Maniçobeiros
Als sich zwischen 1879 und 1912 die Automobilindustrie zu entwickeln begann und brasilianischer Kautschuk in die ganze Welt verkauft wurde, war die Gewinnung von Latex ein wichtiger Teil der Wirtschaft des Bundesstaates Piauí. Auch im Gebiet des Nationalparks wurde von maniçobeiros genannten Arbeitern aus dem für die halbtrockene Region typischen Maniçoba-Baum Latex gewonnen. Die Arbeiter wohnten auch unter den heute geschützten Felsvorsprüngen. Zum Teil wurden deren einfache Hütten rekonstruiert, in denen sie bis in die 1960er-Jahre lebten. Auch Öfen, auf denen sie Maniok trockneten, wurden nachgebaut.

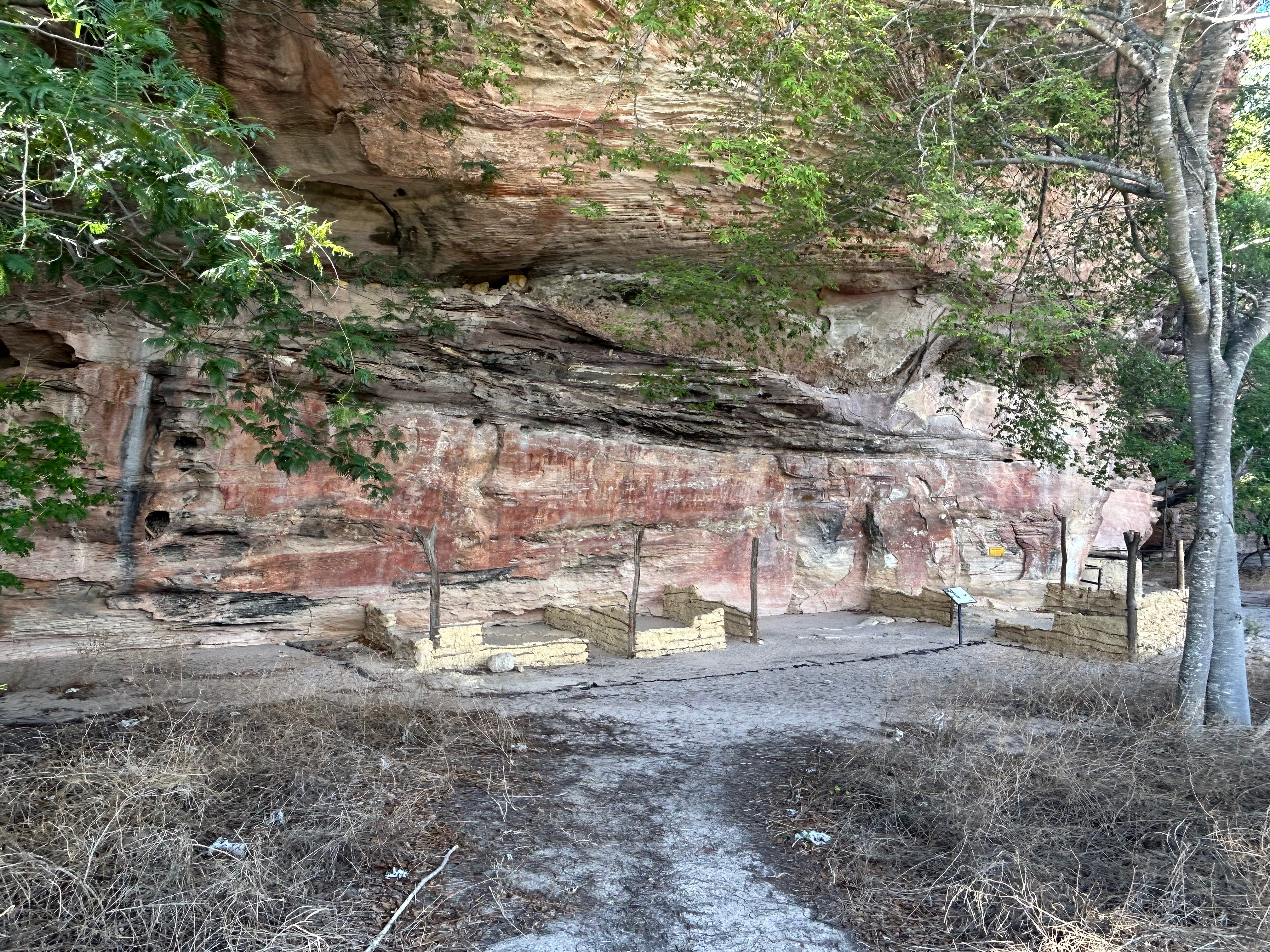
Nachgebaute Hütten
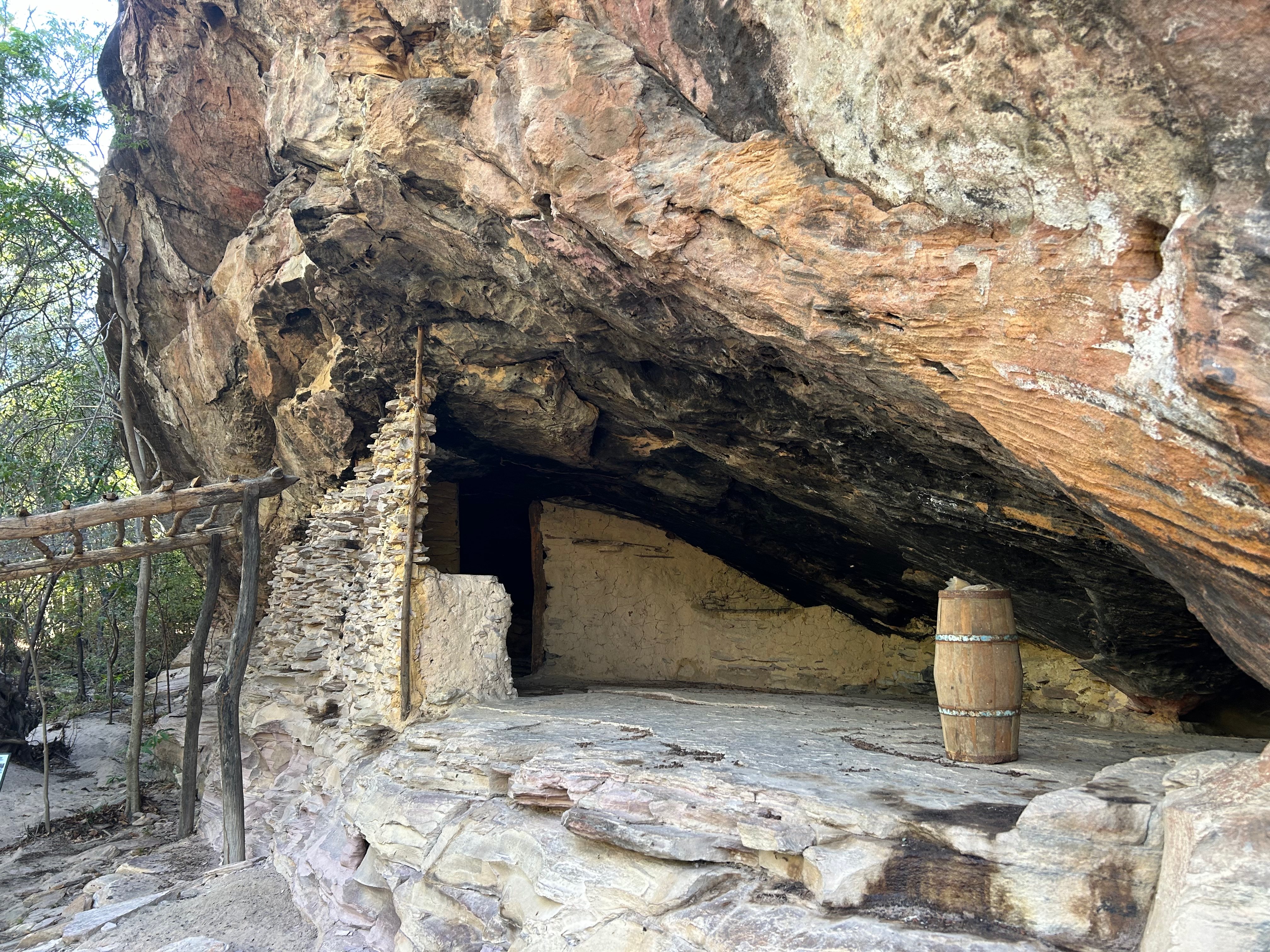
Ehemalige Wohnstätte
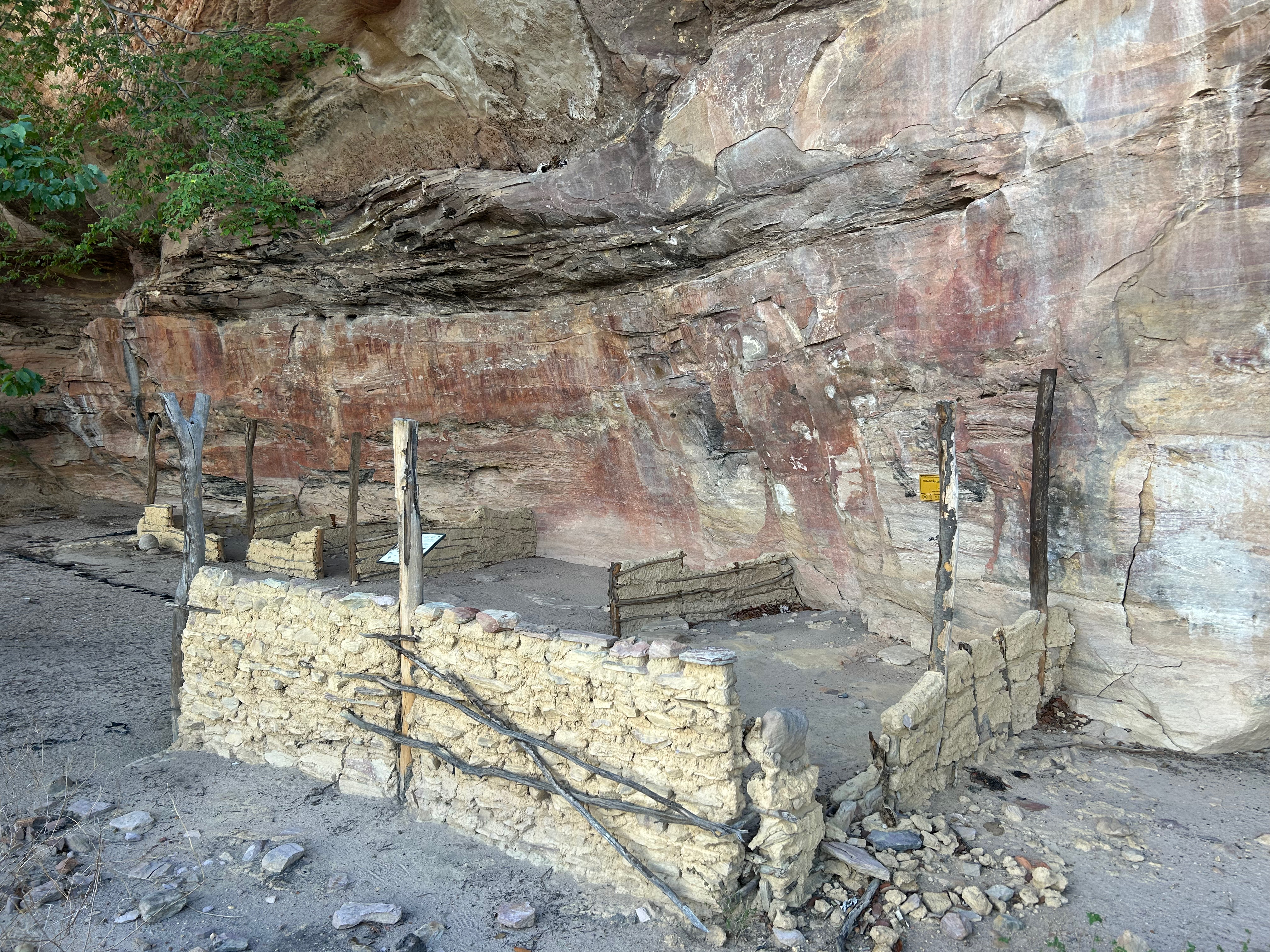
Nachbau
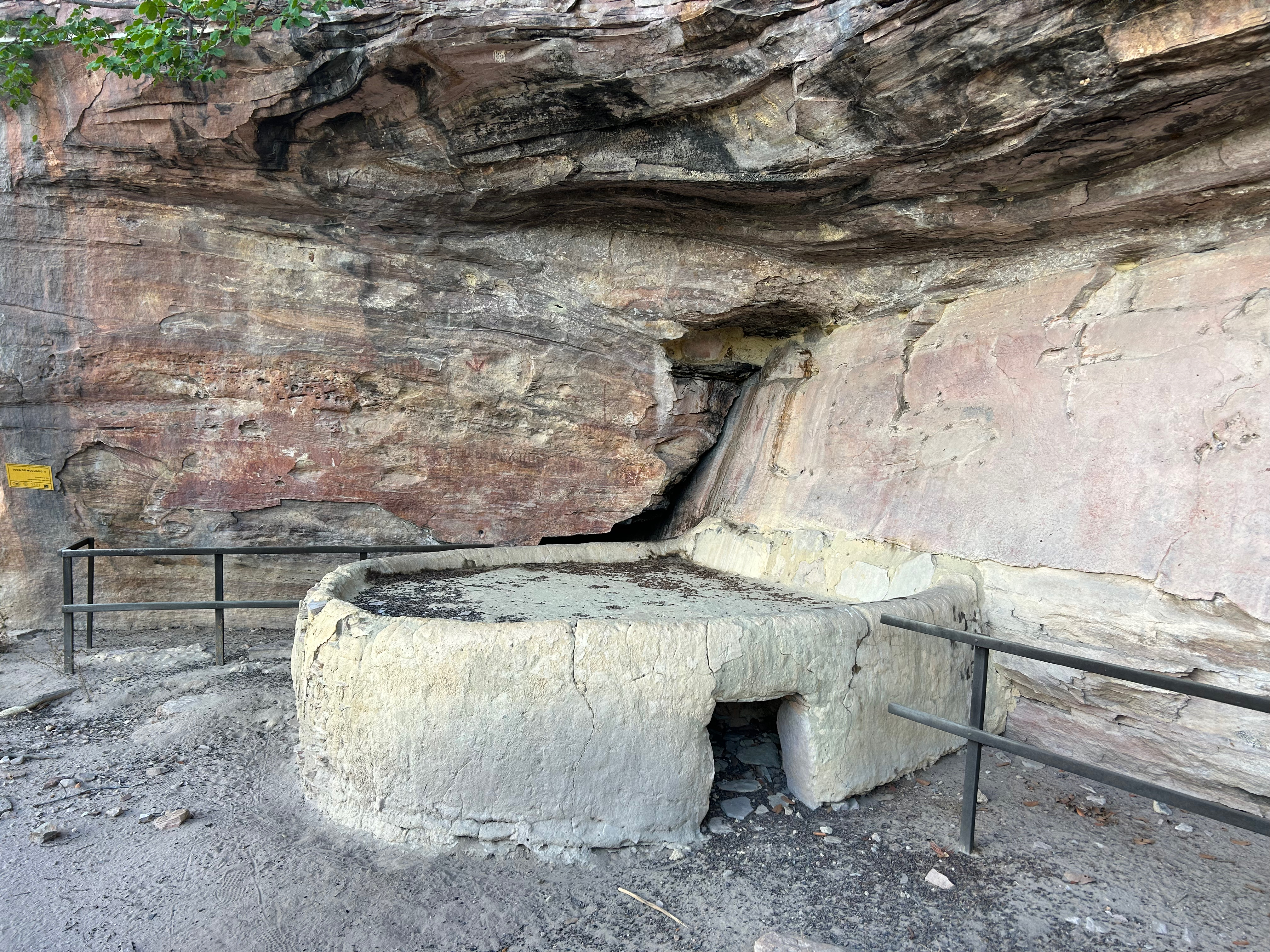
Rekonstruierter Ofen

## Museen

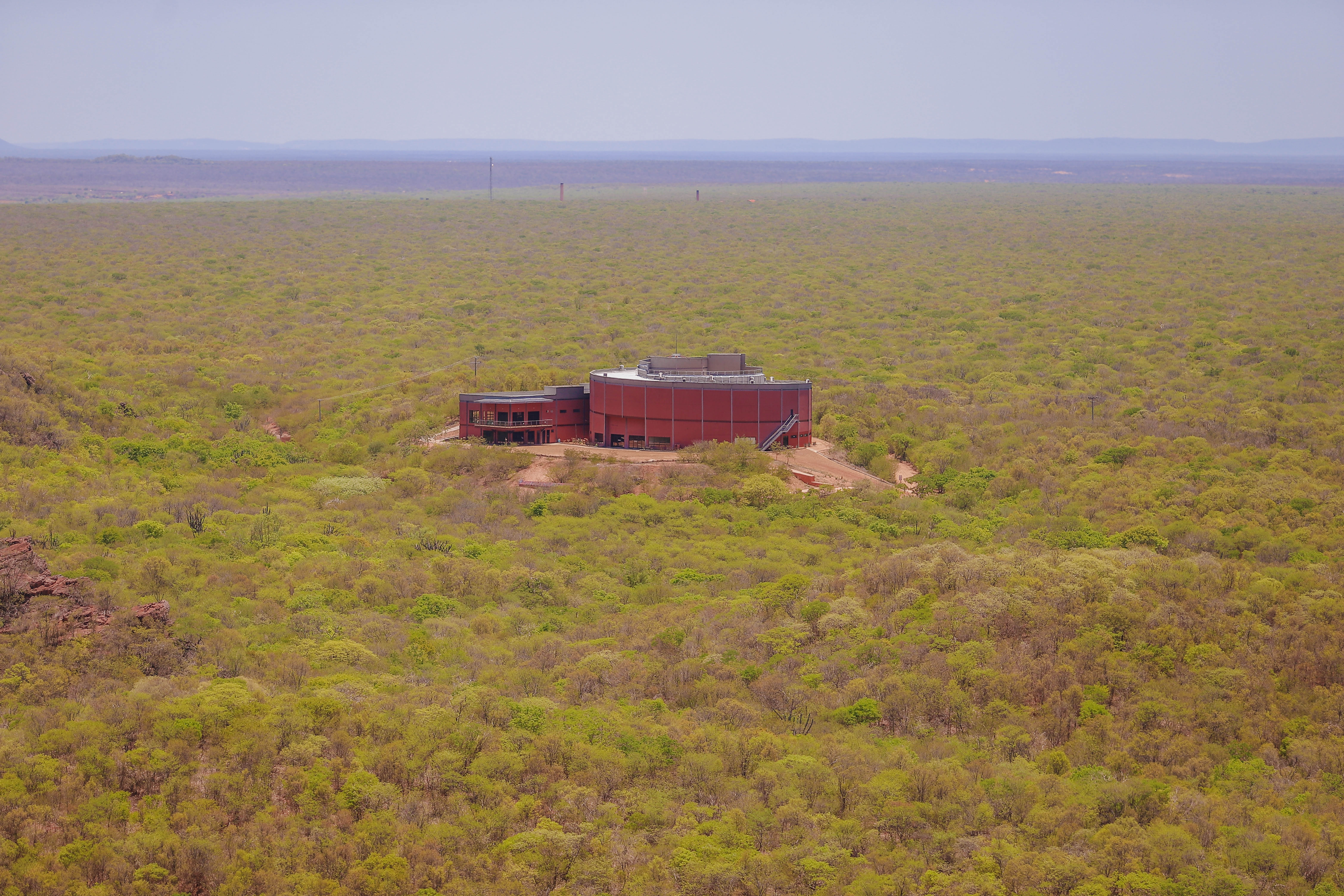
Museu da Natureza

Zwei Museen informieren über die Geschichte des Parks und der Region. Im Park selber steht das „Museu da Natureza“, das Naturmuseum. Die Bauarbeiten begannen im Juni 2017, die Eröffnung war im Dezember 2018. Auf 1.700 m² Ausstellungsfläche wird die Entwicklung des Lebens auf der Erde gezeigt. In zwölf spiralförmig angeordneten Räumen wird der Prozess von der Entstehung des Universums bis zur Eiszeit dargestellt. Flora und Fauna der Region werden beschrieben. Mittels einer 3D-Brille kann man virtuell über den Park fliegen.

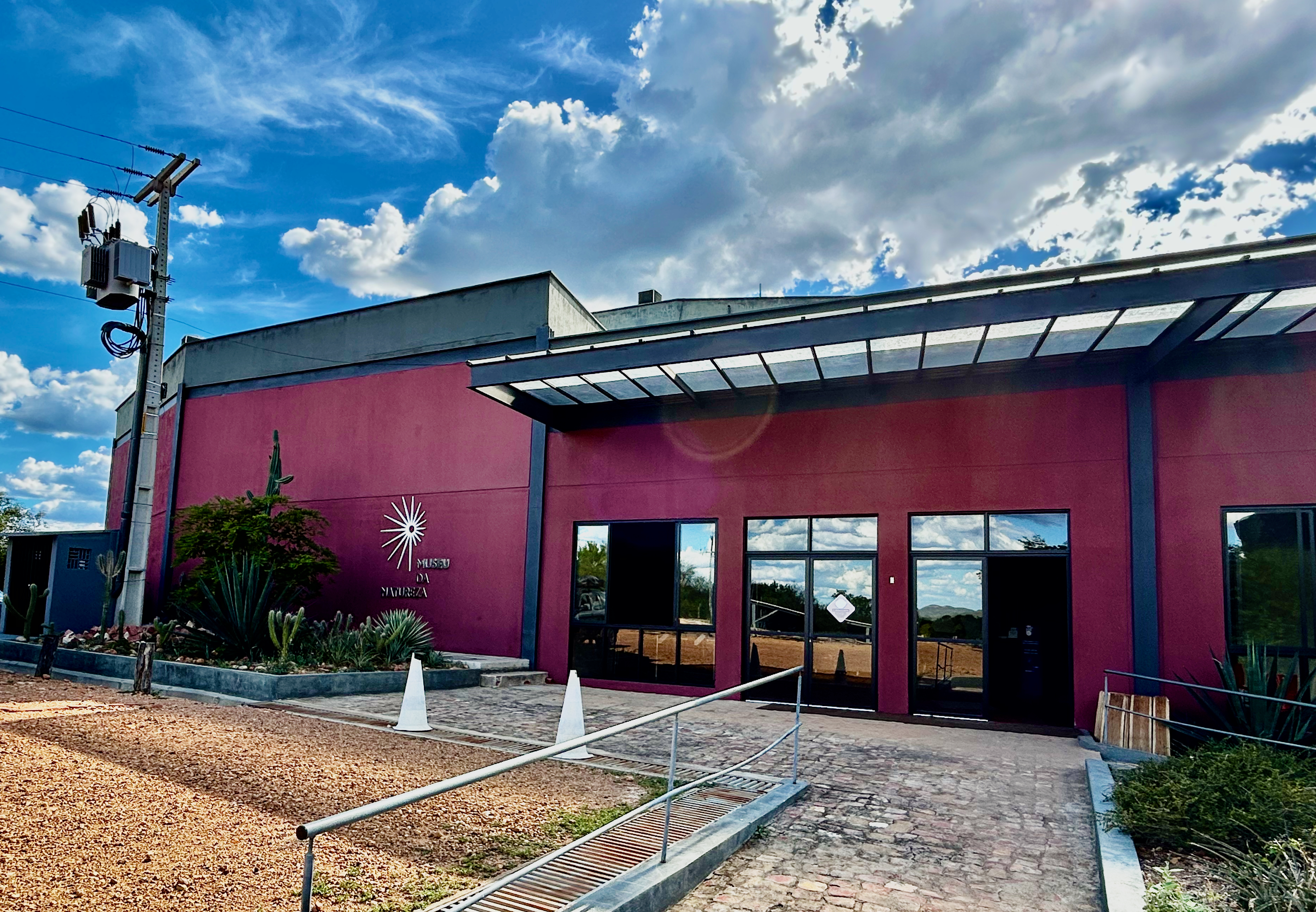
Eingangsbereich
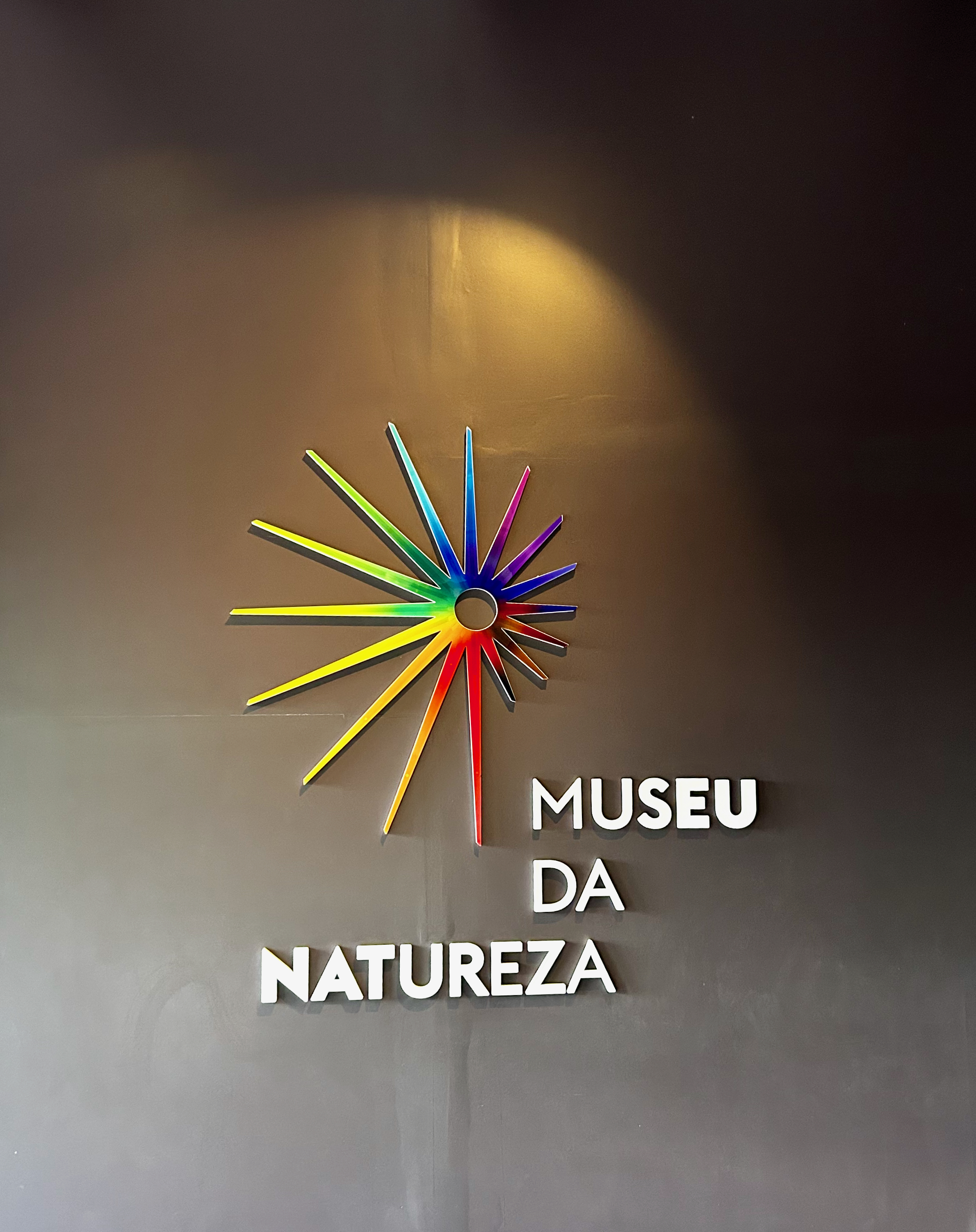
Logo
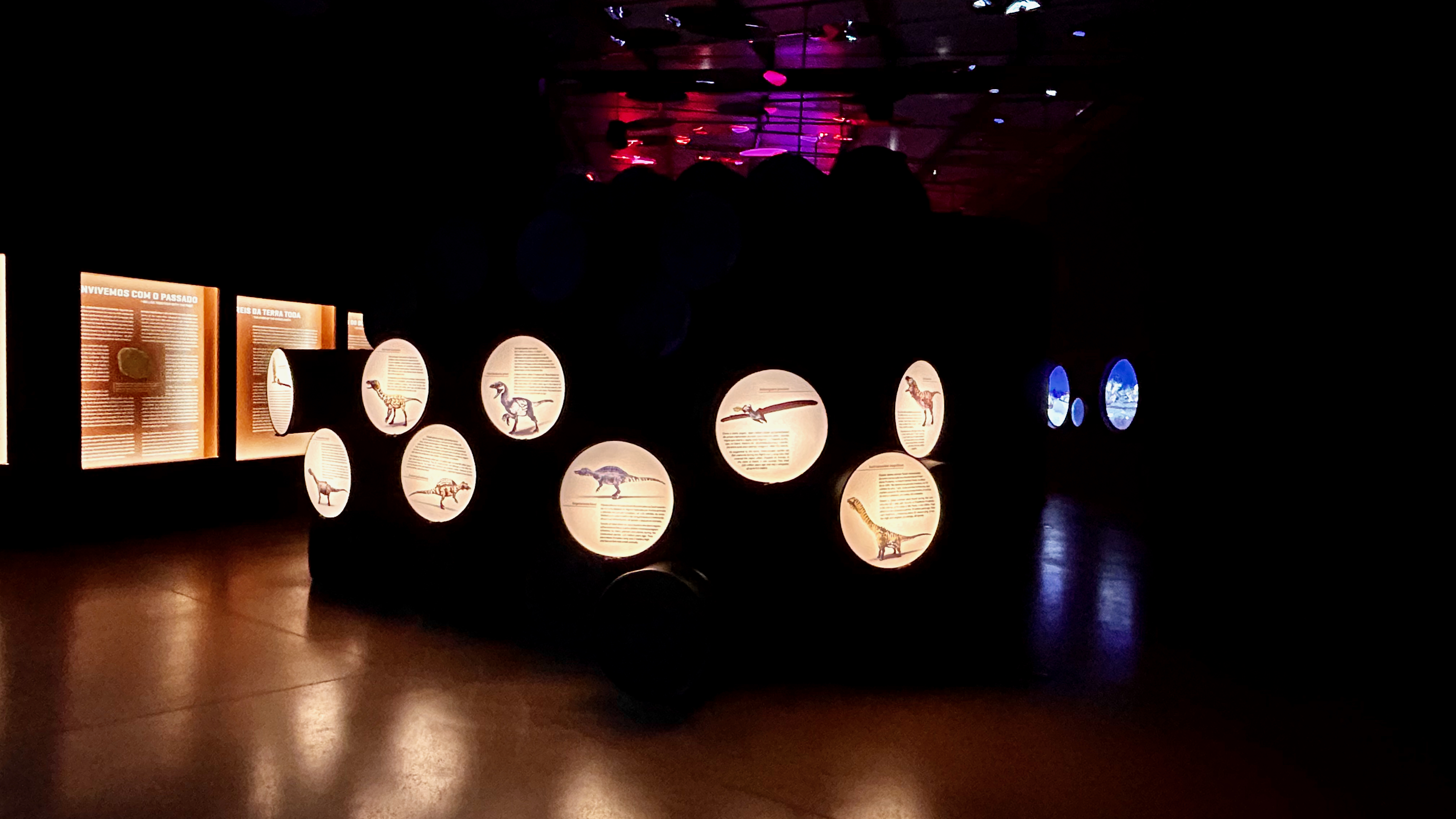
Prähistorische Fauna
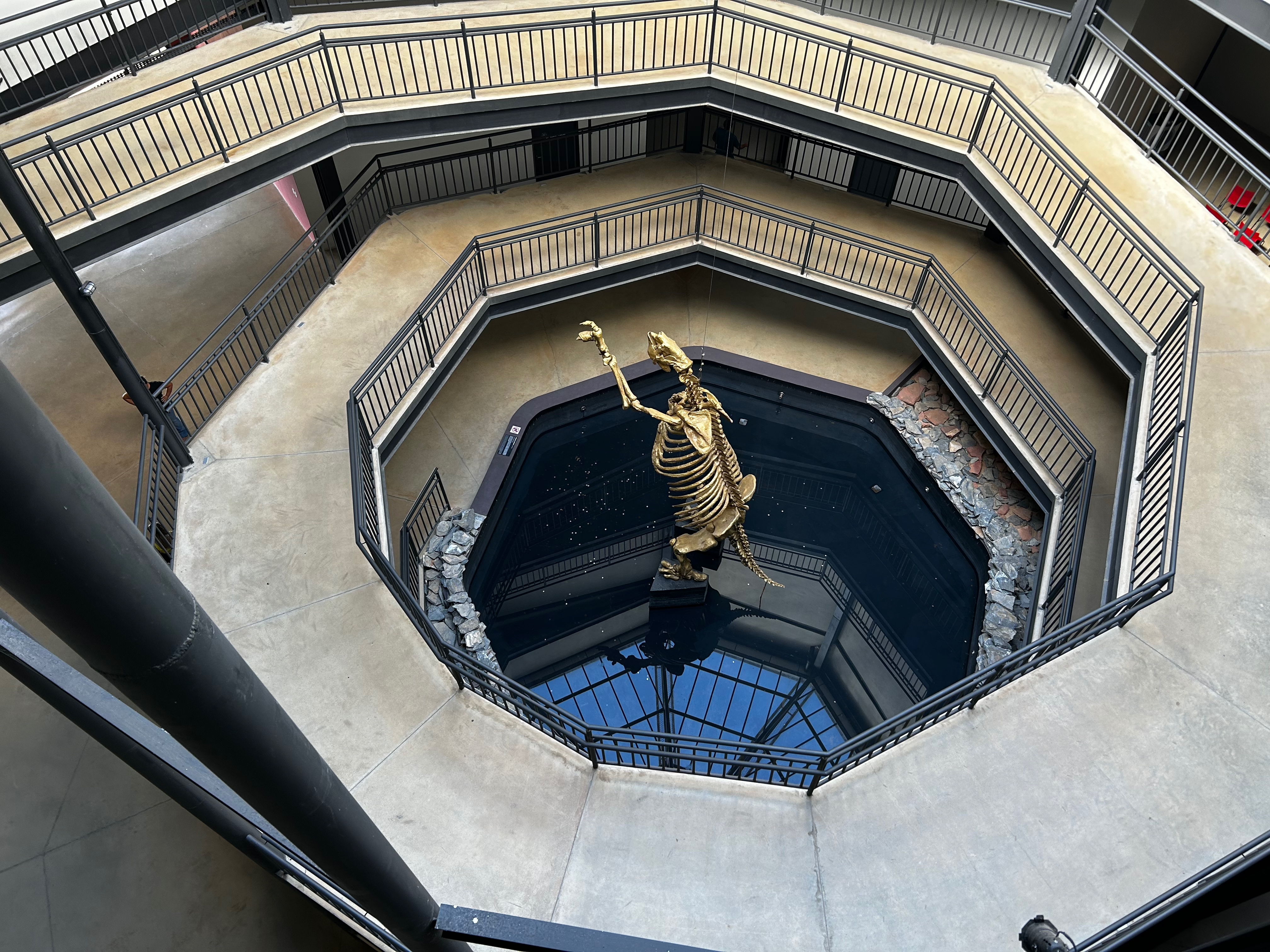
Riesenfaultier

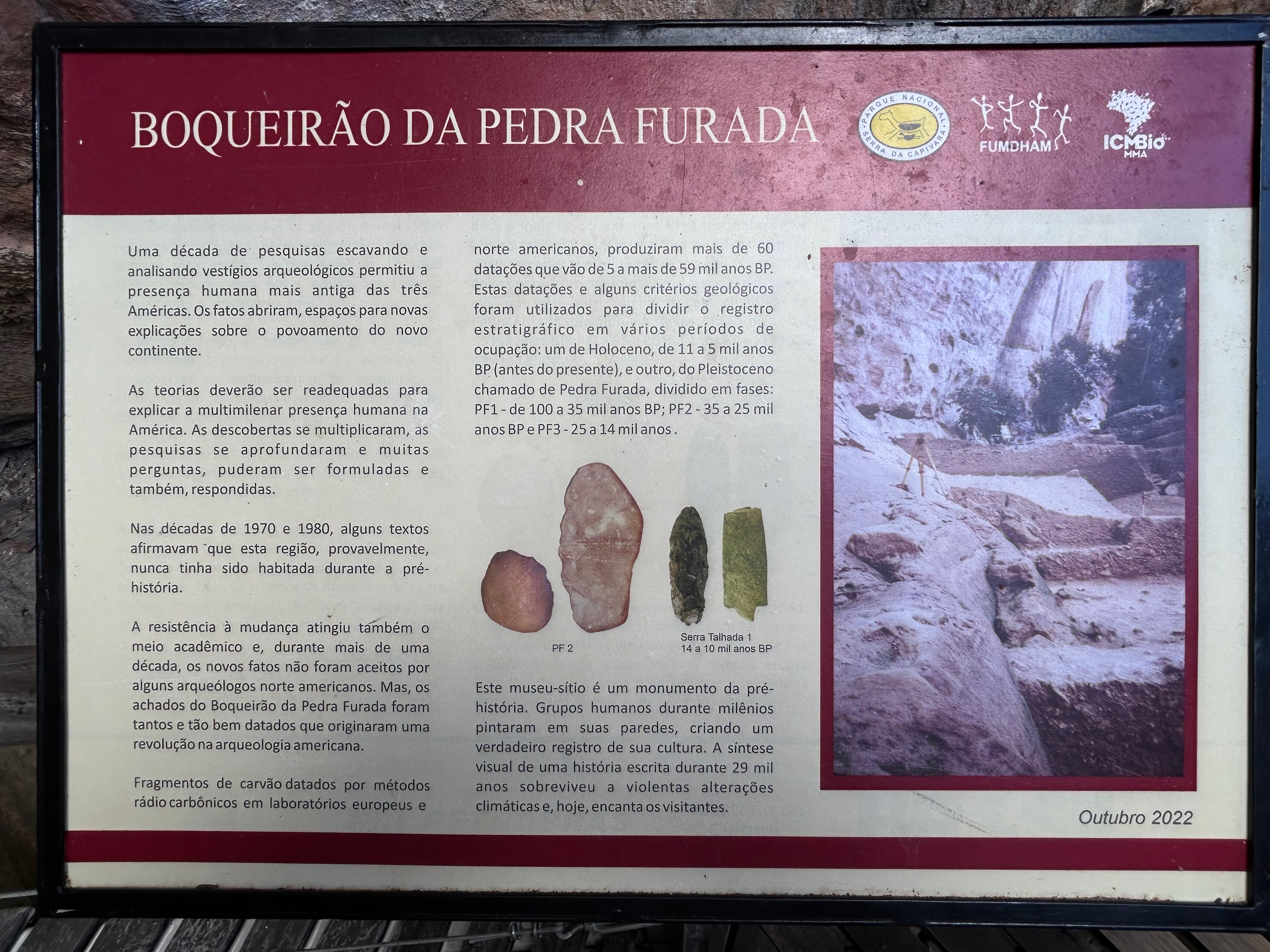
Infotafel Boqueirão da Pedra Furada

Das Museum „Museu do Homem Americano“ steht bei der Kleinstadt São Raimundo Nonato im Süden des Nationalparks. Es wurde gegründet, um das kulturelle Erbe bekannt zu machen, das prähistorische Menschen in der Region hinterlassen haben. Gezeigt werden die Ergebnisse von mehr als vier Jahrzehnten Forschung in der Parkregion. Die Dauerausstellung zeigt die Evolution der Hominiden und Theorien zur Besiedlung Amerikas sowie die Geschichte der Ausgrabungen von Boqueirão da Pedra Furada, die die menschliche Präsenz in der Region seit dem Pleistozän belegen. Ausgestellt sind prähistorische Instrumente, Urnen und Skelette sowie Knochen und Beschreibungen der Megafauna, die in der Region lebte. Die Ausstellung endet mit Beispielen der gegenwärtigen Artenvielfalt.

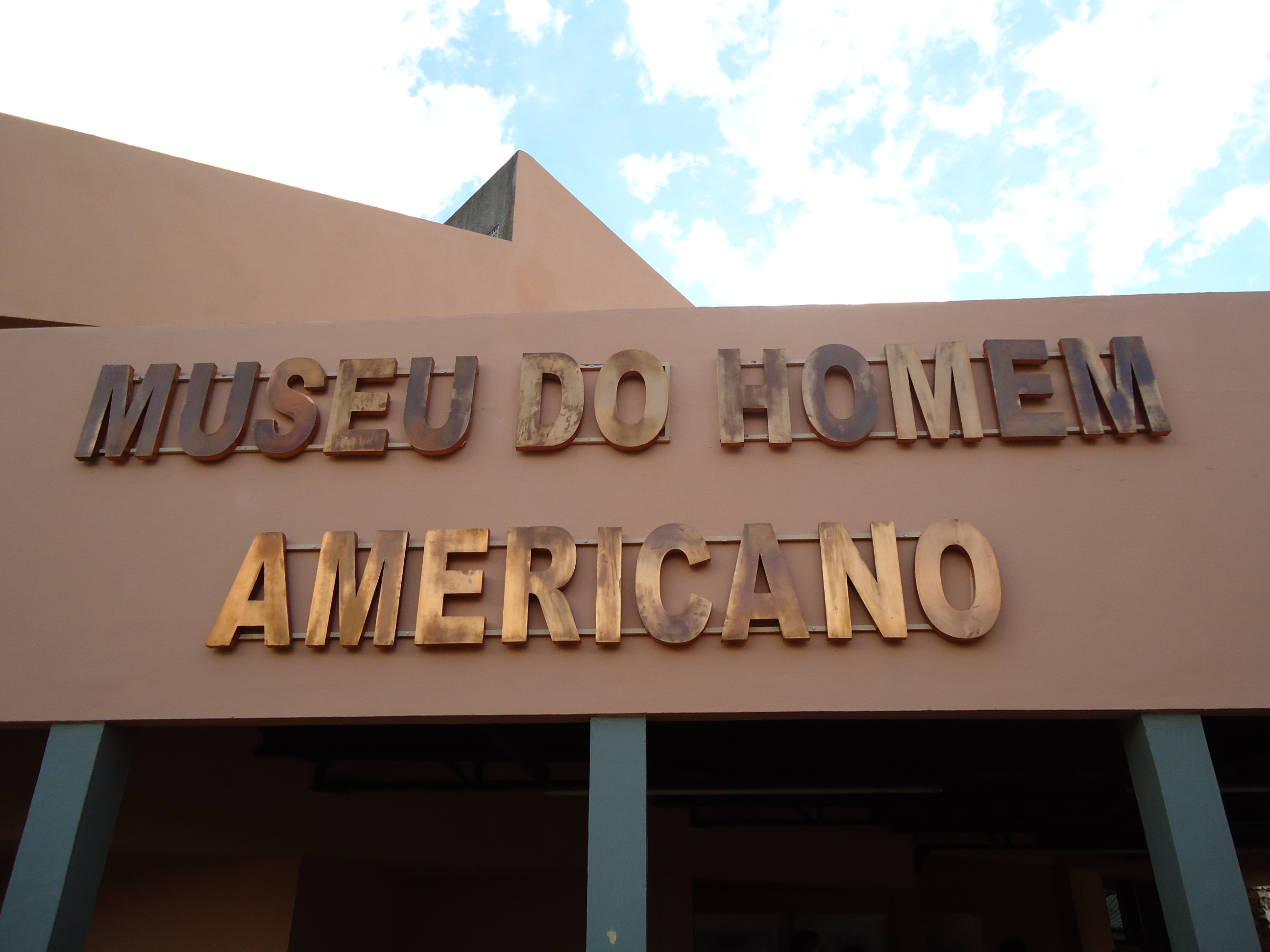
Museu do Homem Americano
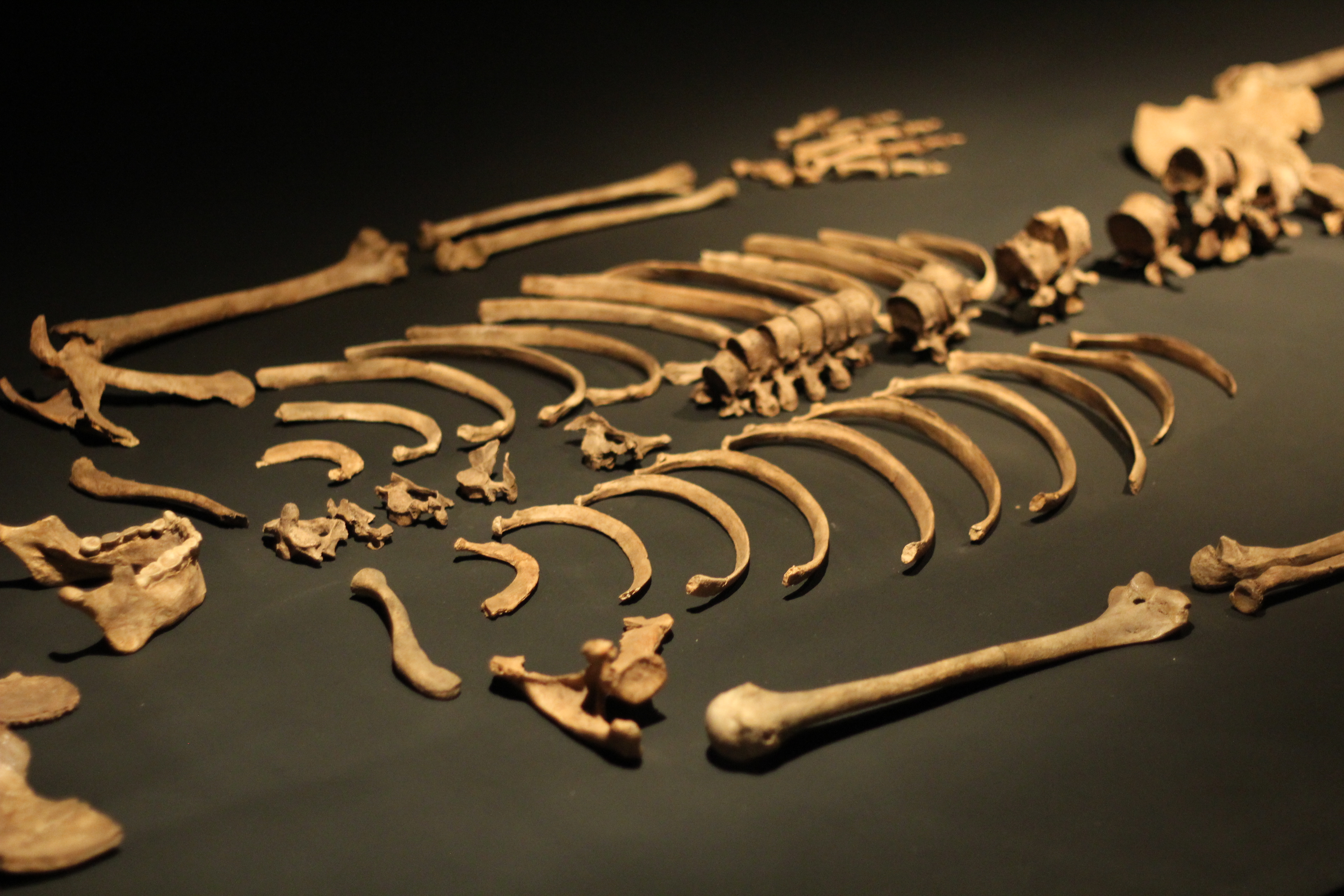
Skelett, 9.850 Jahre alt
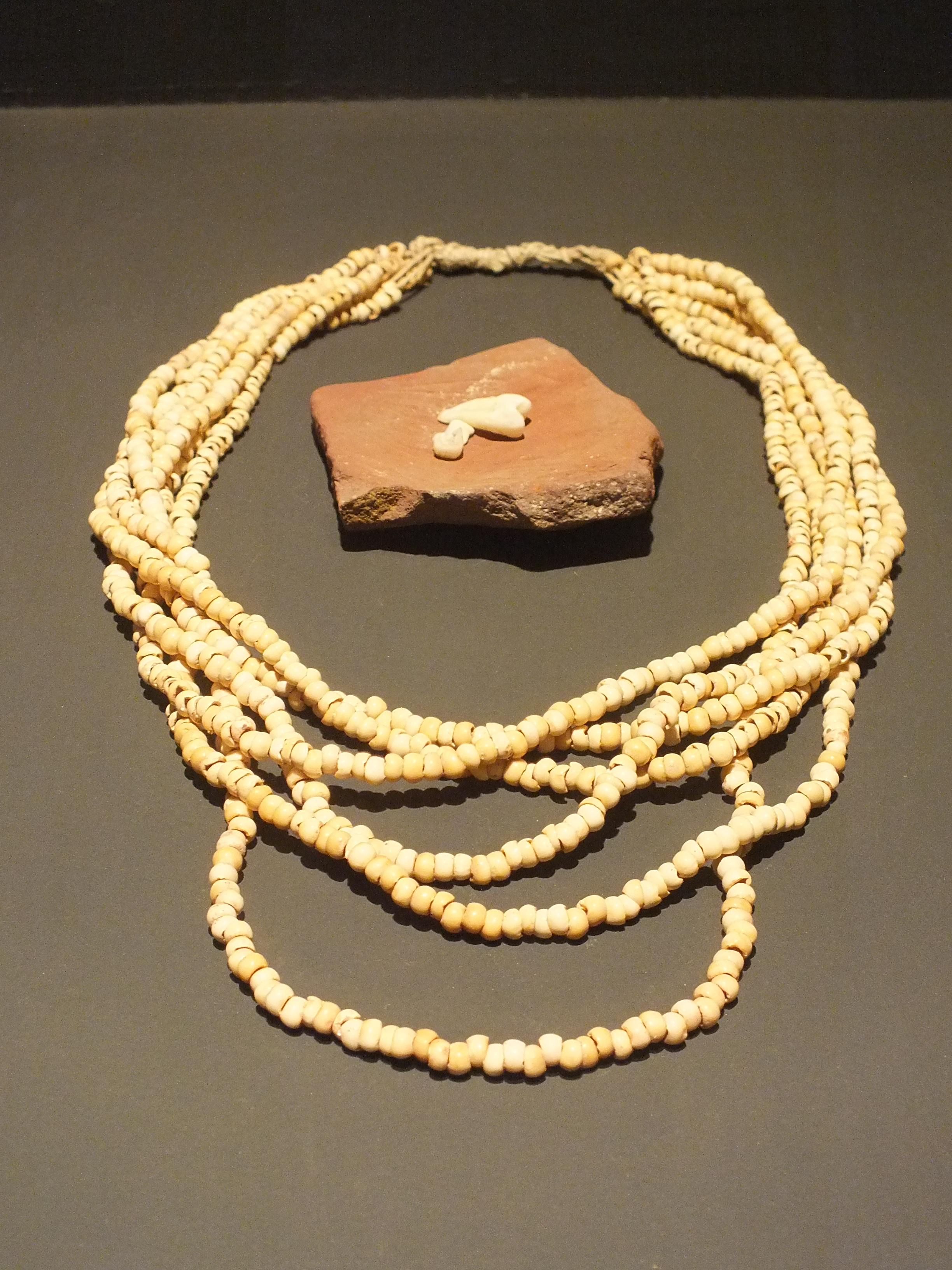
Schmuck
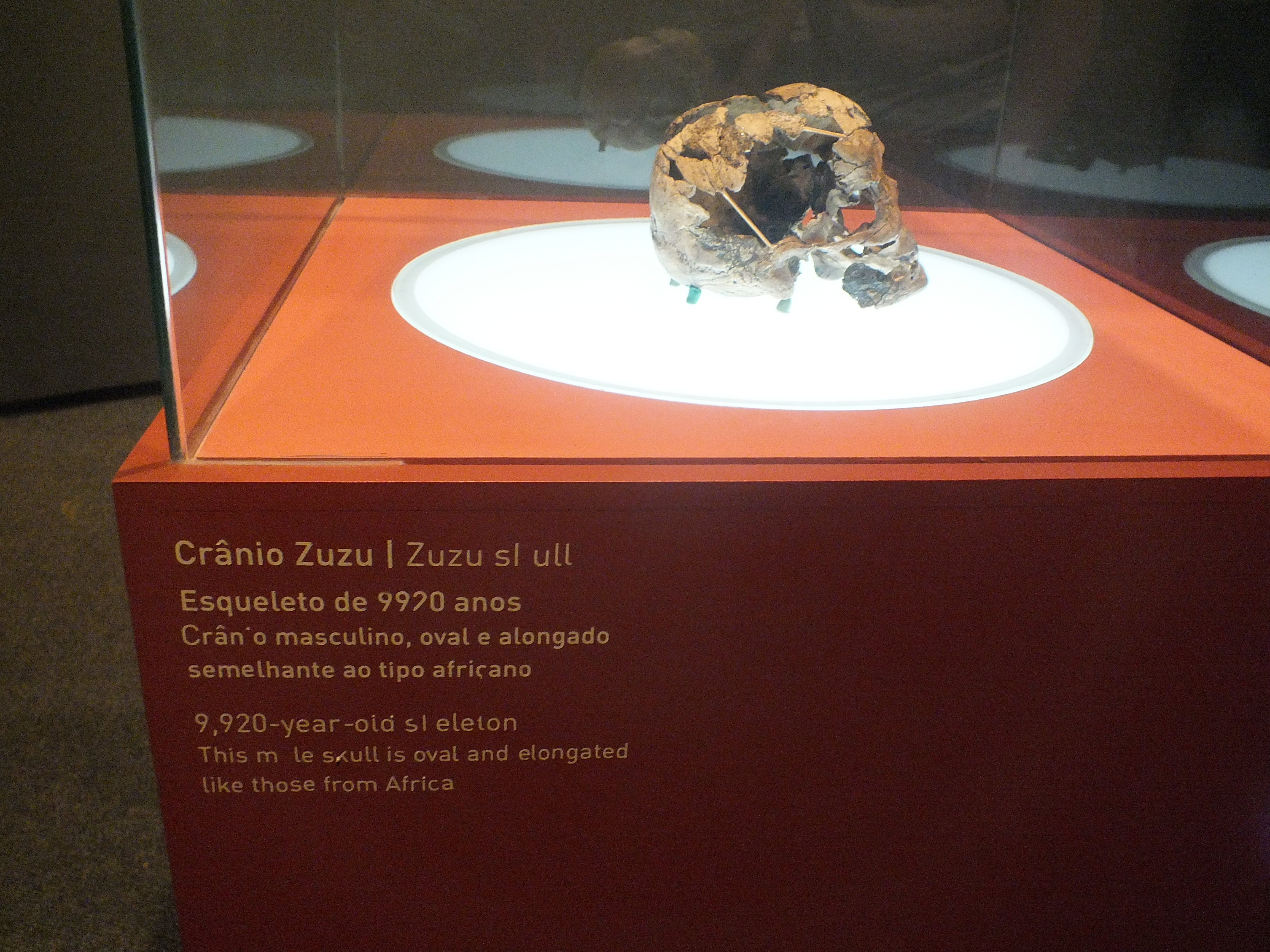
Männlicher Schädel, knapp 10.000 Jahre alt

Beide Museen unterstehen der Organisation Fumdham (Fundação Museu do Homem Americano). Sie wurde gegründet, um die Erhaltung des kulturellen und natürlichen Erbes des Nationalparks Serra da Capivara zu gewährleisten.

## Erste Theorien zu den Felsmalereien
In den 1960er Jahren wurden Malereien in aus dem Fels gehauenen Unterständen entdeckt. Anhand von abgeschlagenen Felstrümmern aus dem Pedra-Furada-Unterstand glaubte man nachweisen zu können, dass dort seit etwa 24.000 bis 28.000 Jahren Zeichnungen entstanden sind. Die ältesten erhaltenen und noch erkennbaren Zeichnungen wurden auf ein Alter von etwa 14.000 Jahren datiert. Dies sind die ältesten Beispiele von Felsmalereien in Südamerika.
Die Mehrzahl der Darstellungen stammt aus der Zeit von 10.000 bis 4000 vor Christus und kann den Kulturen von Nordeste und Agreste zugeordnet werden. Die Zeichnungen der Nordeste stellen Menschen, Tiere, Pflanzen und geometrische Formen dar. Aus ihnen lässt sich ein Bild menschlicher Gesellschaft gewinnen, das verschiedene Rituale umfasst: Tänze, Sexualität, Riten um einen Baum und die Jagd. Die Malereien der Agreste, die in ganz Südamerika gefunden werden können, stellen hauptsächlich Menschen dar.

## Datierung von Fundstücken mit neuesten Methoden
Die sehr frühen Datierungen von Funden im Nationalpark waren bis 2016 umstritten, da sie nicht mit den üblichen Theorien zur Besiedlung Amerikas vereinbar waren. Im Gegensatz zur Mehrheitsmeinung ergibt sich heute folgendes Bild: Schon Guidon war unterhalb einer bemalten Felswand auf Holzkohlefeuer gestoßen, die sie auf viel früher als die bekannten Relikte der Clovis-Kultur datierte. Ihre Angaben wurden jedoch von vielen Wissenschaftlern nicht ernst genommen. Forscher aus den USA behaupteten, Guidons angeblich veraltete Datierungsmethoden würden modernen westlichen Standards nicht entsprechen. Sie setzten Guidons Deutung verschiedene Erklärungsmodelle entgegen: die Feuer seien nicht von Menschen entzündet worden, sondern durch Buschbrände entstanden; andere zogen die Möglichkeit in Betracht, Affen hätten die Feuer angefacht.
Eric Boëda von der Universität Paris-Nanterre stellte dagegen mittels der Vermessung von 6000 Holzkohlepartikeln fest, dass die Feuerstellen über lange Zeiträume immer an derselben Stelle gelegen hatten. Sie waren übereinander geschichtet und nicht wie bei Buschbränden weit verstreut. Daher müssen die Feuer von Menschen entzündet worden sein. Die Datierung der Holzkohle ergab ein Alter von 22.000 Jahren, das ist 10.000 Jahre früher, als nach der Clovis-Theorie die ersten Menschen den amerikanischen Kontinent betreten haben sollen. Forscher suchten diese Auffassung abzusichern, die die Chronologie der Urgeschichte Amerikas völlig veränderte. Die Geophysikerin Christelle Lahaye von der Universität Bordeaux Montaigne wollte zunächst die unterhalb der Felswand gefundenen Werkzeuge datieren, was jedoch nicht gelang, da sie aus Stein gefertigt worden waren. Lahaye konnte dann mit Hilfe der Thermolumineszenzdatierung bestimmen, wann die jeweilige Erdschicht, in der die Steine lagen, zum letzten Mal Licht ausgesetzt gewesen war, und so das Mindestalter der in ihnen liegenden Artefakte festlegen. Die Untersuchung der Proben an der Universität Bordeaux ergab, dass die Steinwerkzeuge ein Mindestalter von 20.000 Jahren haben. Dieses Ergebnis ist bisher unangefochten.
Demnach scheint Guidon mit ihrer frühen Annahme recht zu haben, dass die ersten bisher bekannten Amerikaner in Brasilien gesiedelt hatten. Da es sich um eine heute lebensfeindliche, menschenleere, ausgedörrte Region handelt, untersuchte Markus Reindel vom Deutschen Archäologischen Institut Bodenproben aus unterschiedlich tiefen Schichten. Aus dem Geoarchiv von Sedimenten, Staub und Pollen konnte er die Umweltbedingungen verschiedener Perioden rekonstruieren. Das Ergebnis unterstützt die Annahmen Guidons. Demnach befand sich hier vor 20.000 bis 30.000 Jahren eine blühende Landschaft mit reichlich Wasser und Nahrung. Gefunden wurden Belege für die Existenz des neun Tonnen schweren Mastodon, einer frühen Form des Elefanten, des Säbelzahntigers und des Riesenfaultiers, von dem man Knochen entdeckte.
Zur Herkunft der ersten Amerikaner vor mehr als 20.000 Jahren vertritt Guidon die Meinung, dass sie aus dem 1600 Seemeilen entfernten Westafrika kamen. Der Südäquatorialstrom läuft von Westafrika nach Südamerika, und unterstützt wird diese Ost-West-Bewegung des Wassers durch die Richtung der Passatwinde. Thor Heyerdahl bewies mit seinem einfachen Boot aus Papyrus, dass man die Strecke problemlos bewältigen kann. Als weiteres Indiz fand man im Gebirge, Richtung Anden, eine Felsmalerei, die ein Boot darstellt. Ferner wurde in der Serra ein uralter Schädel mit typisch afrikanischen Merkmalen ausgegraben. Schließlich stellten die Forscher fest, dass tausende Jahre alte Koprolithen afrikanische Parasiten enthielten.

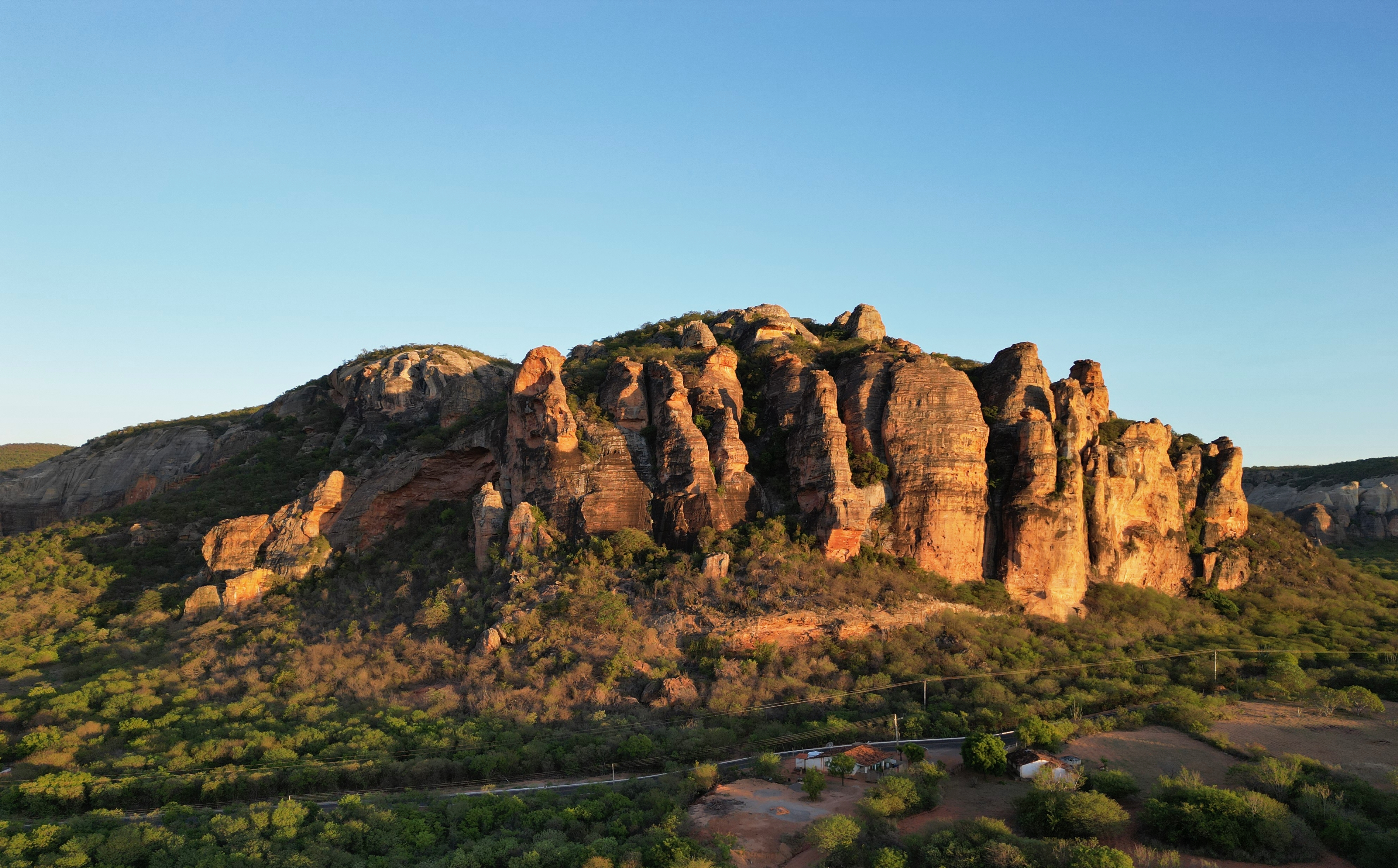
Felsformation im Süden des Parks
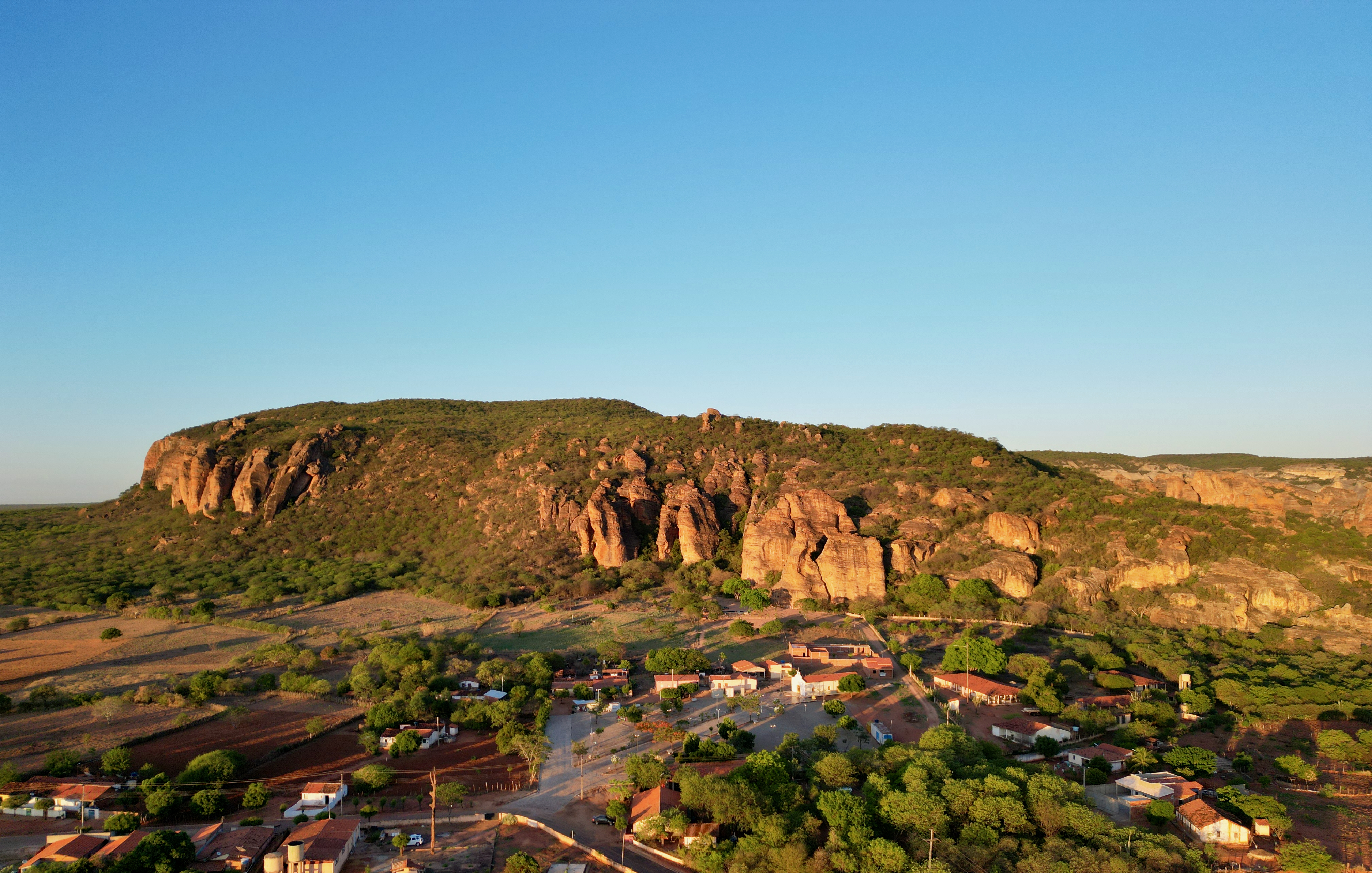
Bei Sitio do Mocò
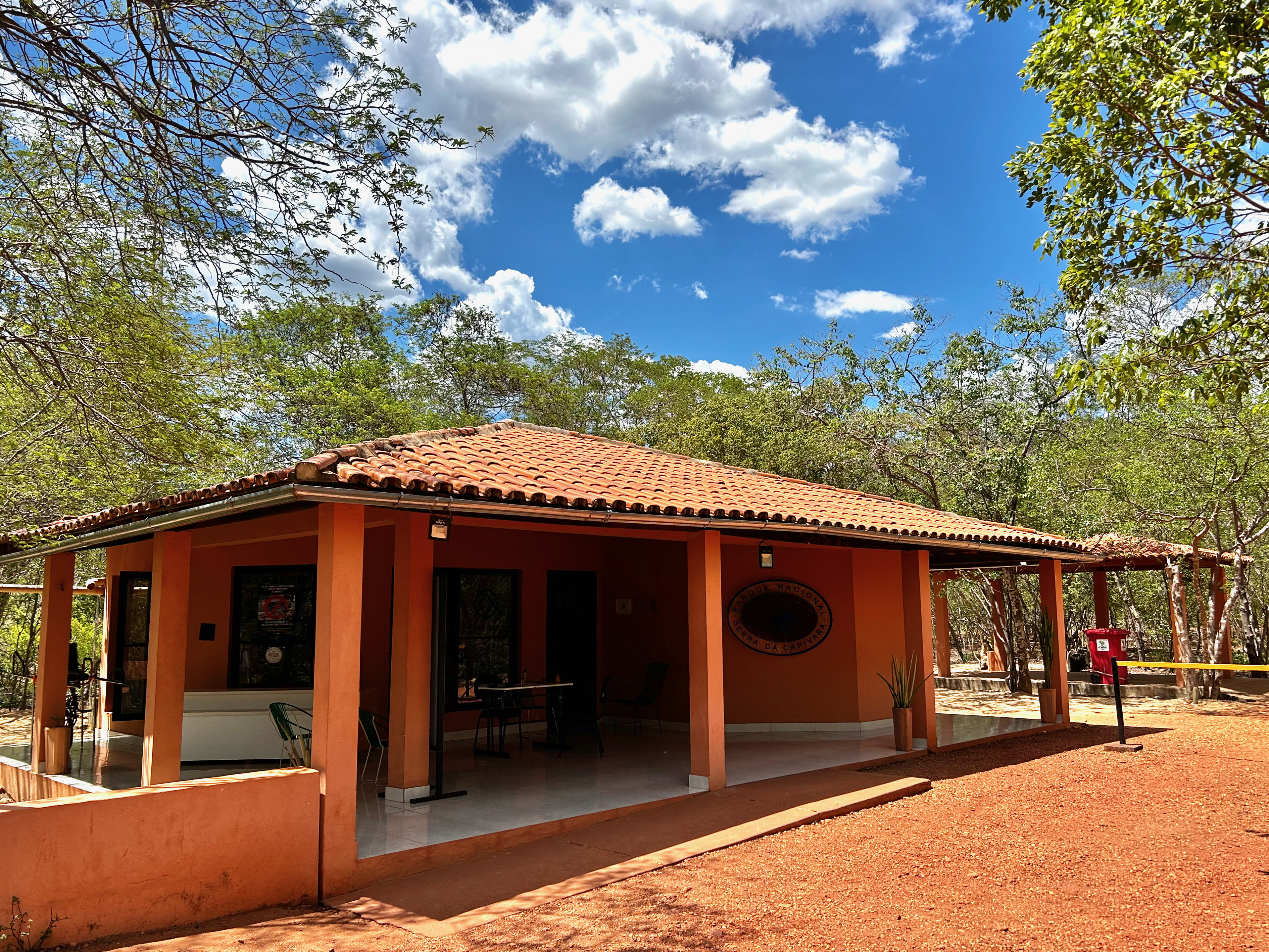
Kontrollstelle bei einem Eingang zum Park
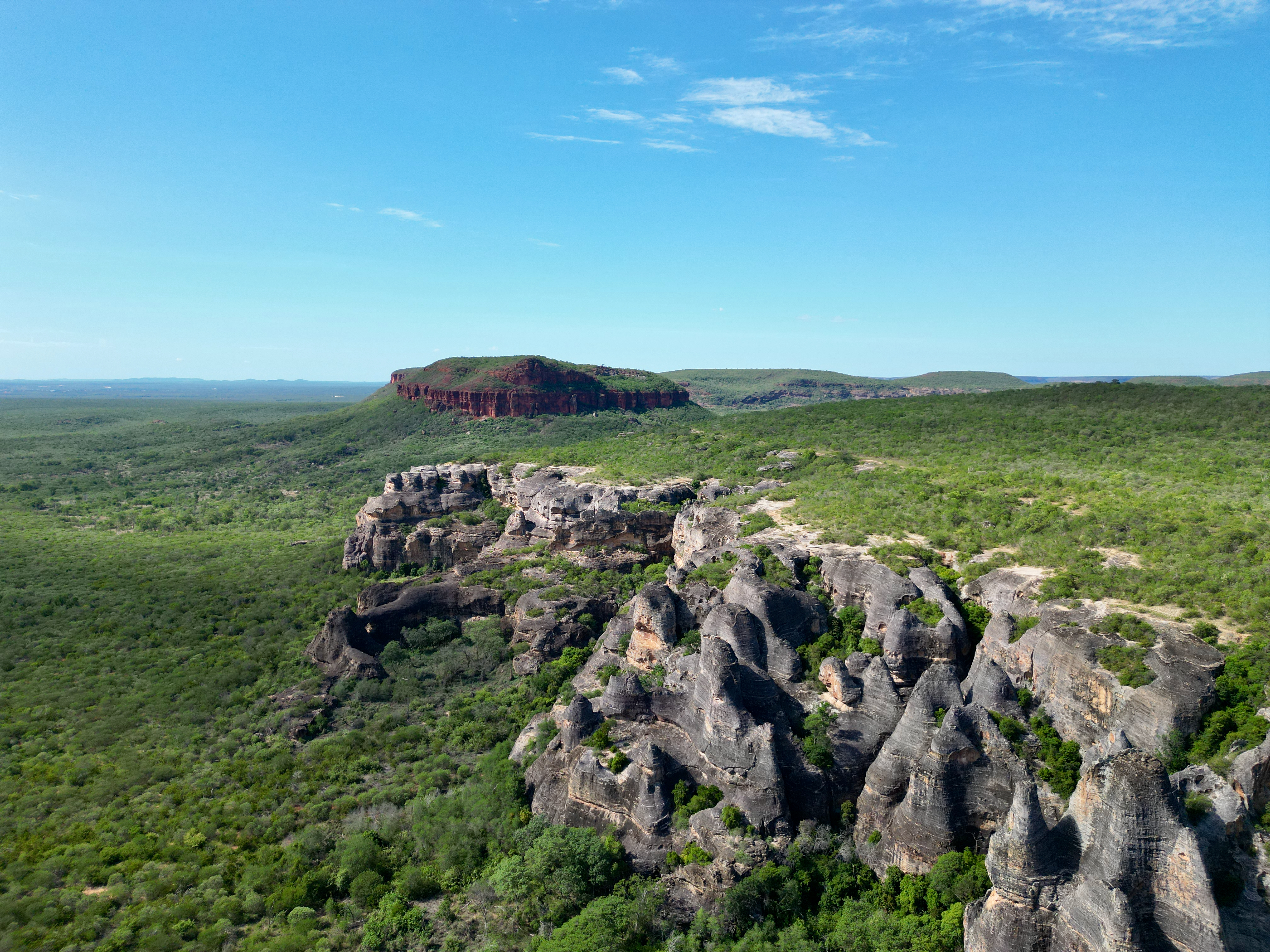
Bei João Pimenta

## Weitere Fundstätten in Brasilien
Nahe der Stadt Monte Alegre im brasilianischen Bundesstaat Pará erforschte die US-amerikanische Archäologin Anna Curtenius Roosevelt in den frühen 1990er Jahren die etwa 13.000 Jahre alten Felsmalereien in der Caverna da Pedra Pintada, die neben Tier- und Menschenfiguren auch eigenartige geometrische Formen zeigen und rechte Winkel beinhalten.